# Planeta (astrología)
El concepto de planeta en la astrología es distinto del que se usa en la astronomía moderna.
Desde el principio de los tiempos, los seres humanos observaron el cielo y diferenciaron dos elementos en él que, aparentemente, eran similares: las estrellas fijas, que se mantenían inmóviles las unas con respecto a las otras, y las estrellas errantes —en griego antiguo, Asteres planetai, πλανητης—, las cuales parecían cambiar su posición con respecto a las estrellas fijas a lo largo del año. Y no sólo eso, la trayectoria de éstos era, a veces, errática, cambiando el sentido de su marcha, cuando los planetas se movían en movimiento retrógrado.[cita requerida]
Para los griegos y los otros pueblos dedicados a la astronomía primitiva, este grupo estaba compuesto por los cinco planetas visibles a simple vista. Estrictamente, la palabra planeta sólo se aplicaba a estos cinco objetos errantes, pero posteriormente se amplió, sobre todo a partir de la Edad Media, para incluir la Sol y la Luna —algunas veces llamados "luminarias", porque dan luz—, haciendo un total de siete planetas. Los astrólogos mantienen esta denominación hoy en día al referirse a ellos.[cita requerida]

## Astrólogos antiguos
Para los astrólogos antiguos, los planetas representaban la voluntad de los dioses y su influencia directa en los asuntos humanos. Para los astrólogos modernos, los planetas representan las unidades básicas o impulsos en la psique humana. Estas unidades se expresan: a) con cualidades diferentes a través de los doce signos del zodiaco, y b) en diferentes esferas de la vida a través de las doce casas. Cómo se manifiestan los planetas también depende de los aspectos o ángulos que forman entre sí en el cielo vistos desde la Tierra.[cita requerida]

## Astrólogos modernos
Los astrólogos modernos difieren en la fuente de energía de los planetas. Algunos sostienen que los planetas ejercen su influencia gravitatoria o directamente a través de algún poder desconocido. Otros sostienen que los planetas no tienen influencia directa en sí mismos, pero son espejos de los principios básicos de la organización en el Universo. En otras palabras, los patrones básicos del Universo se repiten en todas partes.[cita requerida]
Los astrólogos aplican el principio de la Tabla de Esmeralda atribuido a Hermes Trismegisto, principio que dice: “Lo que está más abajo es como lo que está arriba”.[cita requerida]
A continuación se enumeran los significados específicos y los dominios asociados con los planetas astrológicos desde tiempos antiguos, enfocándolos desde la tradición astrológica occidental. En la astrología hindú, los planetas se conocen como el Navagraha o 'nueve reinos'. En astrología china, los planetas están asociados con las fuerzas vitales del yin y el yang y los cinco elementos, que desempeñan un papel importante en la forma de la geomancia china conocido como Feng Shui. Las tradiciones astrológicas hindúes y chinas se mencionan aquí, pero se analizan en mayor detalle en sus propios artículos.[cita requerida]

## Simbolismo planetario
Esta tabla muestra los planetas astrológicos (que son distintos de los astronómicos) y los dioses griegos y romanos asociados con ellos. En la mayoría de los casos, el nombre en español deriva del nombre de un dios o diosa romanos. También es de interés la fusión del dios romano con el dios griego correspondiente. En algunos casos, es la misma deidad con dos nombres diferentes.
| Planeta      | Deidad romana | Deidad griega                      | Deidad hindú                 | Velocidad máxima (geocéntrica) | conexión | Significado (Europeo)                             | Significado (Védico) |
| ------------ | ------------- | ---------------------------------- | ---------------------------- | ------------------------------ | -------- | ------------------------------------------------- | --- |
| Sol          | Sol Apolo     | Ἥλιος (Helios) Ἀπέλλων (Apollon)   | सूर्य (Surya)                  | 01°03'00"                      | antigua  | Encarnación Solar Dorado Dios de la Profecía      | El Dios Sol Hijo de Aditi y Kashyap                                                                                              |
| Luna         | Luna Diana    | Σελήνη (Selene) Ἄρτεμις (Artemisa) | चंद्र (Chandra)                | 16°30'00"                      | antigua  | Diosa Luna Diosa de la caza                       | El dios luna Asociados con la impaciencia de la naturaleza humana. Siempre se encuentra con plumas en la cabeza del Señor Shivá. |
| Mercurio     | Mercurio      | ʽἙρμῆς (Hermes)                    | बुध (Budha)                   | 02°25'00"                      | antigua  | Mensajero de los dioses                           | Un dios conocido por su inteligencia                                                                                             |
| Venus        | Venus         | Ἀφροδίτη (Afrodita)                | शुक्र (Sukra)                  | 01°22'00"                      | antigua  | Diosa del amor                                    | La mentora de Asuras. Asociada con la fertilidad y el entusiasmo. Siempre ayudaba a los demonios contra los dioses.              |
| Tierra       | Terra         | Γαία (Gaia)                        | पृथ्वी,धरती, भूमी (Prithvi)        | N/A                            | moderna  | Diosa de la Tierra                                | Diosa de la Tierra. |
| Marte        | Marte         | Ἀρης (Ares)                        | मंगल (Mangal)                 | 00°52'00"                      | antigua  | Dios de la guerra                                 | Hijo de la Tierra. Este planeta está relacionado con la desgracia de las novias También asociado a la fuerza.                    |
| Júpiter      | Júpiter       | Ζεύς (Zeus)                        | गुरू, बृहस्पती (Gurú, Bríhaspati) | 00°15'40"                      | antigua  | Líder de los dioses                               | Mentor/Gurú /maestro de los dioses. Siempre ayuda a los dioses en su lucha contra los demonios.                                  |
| Saturno      | Saturno       | Κρόνος (Kronos)                    | शनि (Shani)                   | 00°08'48"                      | antigua  | Dios de la agricultura                            | Dios de "deber". Castiga a la persona que no cumpla con su deber correctamente. Prueba más difícil para una persona.             |
| Urano        | Caelus        | Ουρανός (Uranos)                   | वासुकी, वासव (Vasuki)            | 00°04'00"                      | moderna  | Dios del cielo                                    | Un rey-serpiente mitológica en Puranas indios.                                                                                   |
| Neptuno      | Neptuno       | Ποσειδῶν (Poseidón)                | वरुण (Varuna)                 | 00°02'25"                      | moderna  | Dios de los mares                                 | Dios de la lluvia en mitología india.                                                                                            |
| Plutón       | Plutón/Orcus  | Πλούτων (Plutón)/Ἅιδης (Hades)     | कुबेर (Kúbera)                 | 00°02'30"                      | moderna  | Dios de los Infiernos                             | Dios de la riqueza |
|              |               |                                    |                              |                                |          |                                                   | |
| Ceres        | Ceres         | Δημήτηρ (Deméter)                  | देवी (Shakti)                  | 00°30'00"                      | moderna  | Diosa de las estaciones                           | La Gran Madre Divina en el hinduismo                                                                                             |
| Palas Atenea | Minerva       | Ἀθηνᾶ (Atenea)                     | ...                          | 00°40'30"                      | moderna  | Diosa del esplendor                               | ... |
| Juno         | Juno          | Ήρα (Hera)                         | ...                          | 00°39'00"                      | moderna  | Reina de los dioses y las mujeres                 | ... |
| Vesta        | Vesta         | Ἑστία (Hestia)                     | ...                          | 00°36'00"                      | moderna  | Diosa de la tierra sagrada                        | ... |
| Quirón       | -             | (Quirón)                           | ...                          | 00°10'00"                      | moderna  | Centauro tutor de muchos héroes y sanador maestro | ... |

## Historia
Tratados sobre los planetas de Ptolomeo y su influencia en las personas que nacieron "bajo su reinado" aparecen en forma de xilografías los llamados "libros de planetas" (Planetebücher) de alrededor de 1460, en el sur de Alemania, y continuaron siendo populares en todo el Renacimiento alemán, ejerciendo su influencia iconográfica en gran medida en el siglo XVII. Un ejemplo inicial es el notable Hausbuch de Wolfegg (ca. 1470). Incluso antes, Hans Talhoffer, en un manuscrito del 1459, incluye un tratado sobre los planetas y sus hijos.
Estos libros suelen listar un hombre y una mujer con cada planeta, Titan Kronos y Rea con Saturno Eurimedonte y Themis con Júpiter, Hyperion y Tea con el Sol, Océano y Tetis con Venus, Koios y Metis con Mercurio, y Atlas y Phoibe con la Luna.
Las cualidades heredadas de los planetas por sus "hijos" son las siguientes: de Saturno, la melancolía y la apatía; de Júpiter, la caza; de Marte, la milicia y la guerra; del Sol, la música y el atletismo; de Venus, el enamoramiento y la pasión; de Mercurio, el dinero y el comercio; de la Luna, la asociación con el agua y los viajes.

## Planetas clásicos

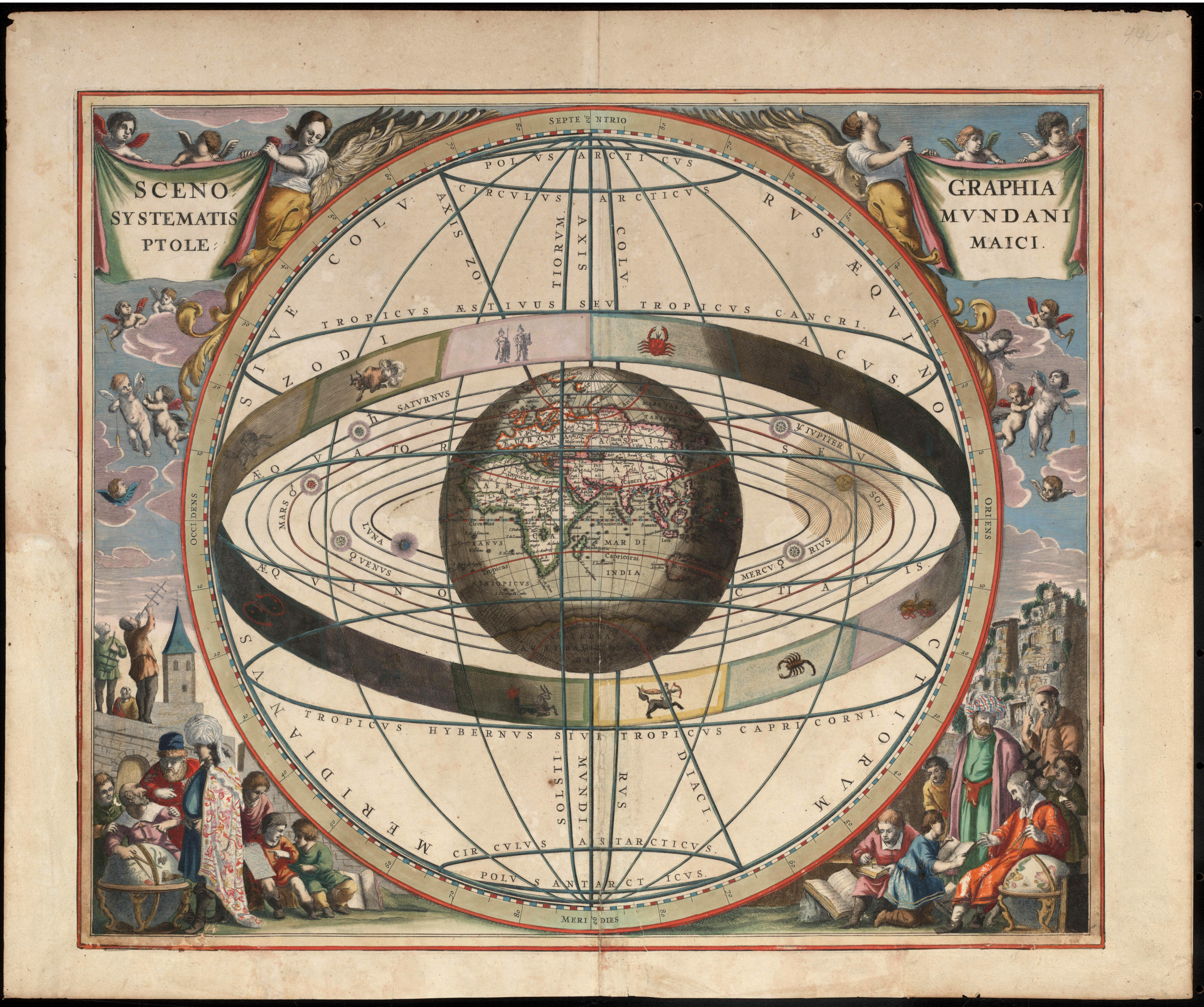
El sistema ptolemaico geocéntrico del Universo, pintado por Andreas Cellarius, 1660-1661.

Los siete planetas clásicos son los que fácilmente se puede ver a simple vista y por lo tanto eran conocidos por los antiguos astrólogos antes de la llegada del telescopio. Son el Sol, la Luna, Mercurio, Venus, Marte, Júpiter y Saturno (como se mencionó anteriormente, el Sol y la Luna fueron considerados por los antiguos como planetas). A veces, el Sol y la Luna se denominaban "las luces" o las "luminarias". Ceres[cita requerida] y Urano también pueden ser vistos a simple vista, aunque la cultura antigua no parece haber tomado nota de ellos. La descripción astrológica adjunta a los siete planetas clásicos se han conservado desde tiempos antiguos.
Los astrólogos llaman a los siete planetas clásicos los siete planetas personales y sociales, porque se dice que representan los impulsos humanos básicos de cada individuo. Los planetas personales son el Sol, la Luna, Mercurio, Venus y Marte. Júpiter y Saturno son a menudo llamados planetas "sociales", ya que representan una transición de los planetas interiores personales a la esfera exterior. Los planetas exteriores modernos Urano, Neptuno y Plutón se denominan a menudo los planetas colectivos o trascendentales, aunque también se denominan "transpersonales". Las siguientes son las características de cada uno de los siete planetas clásicos.

### El Sol

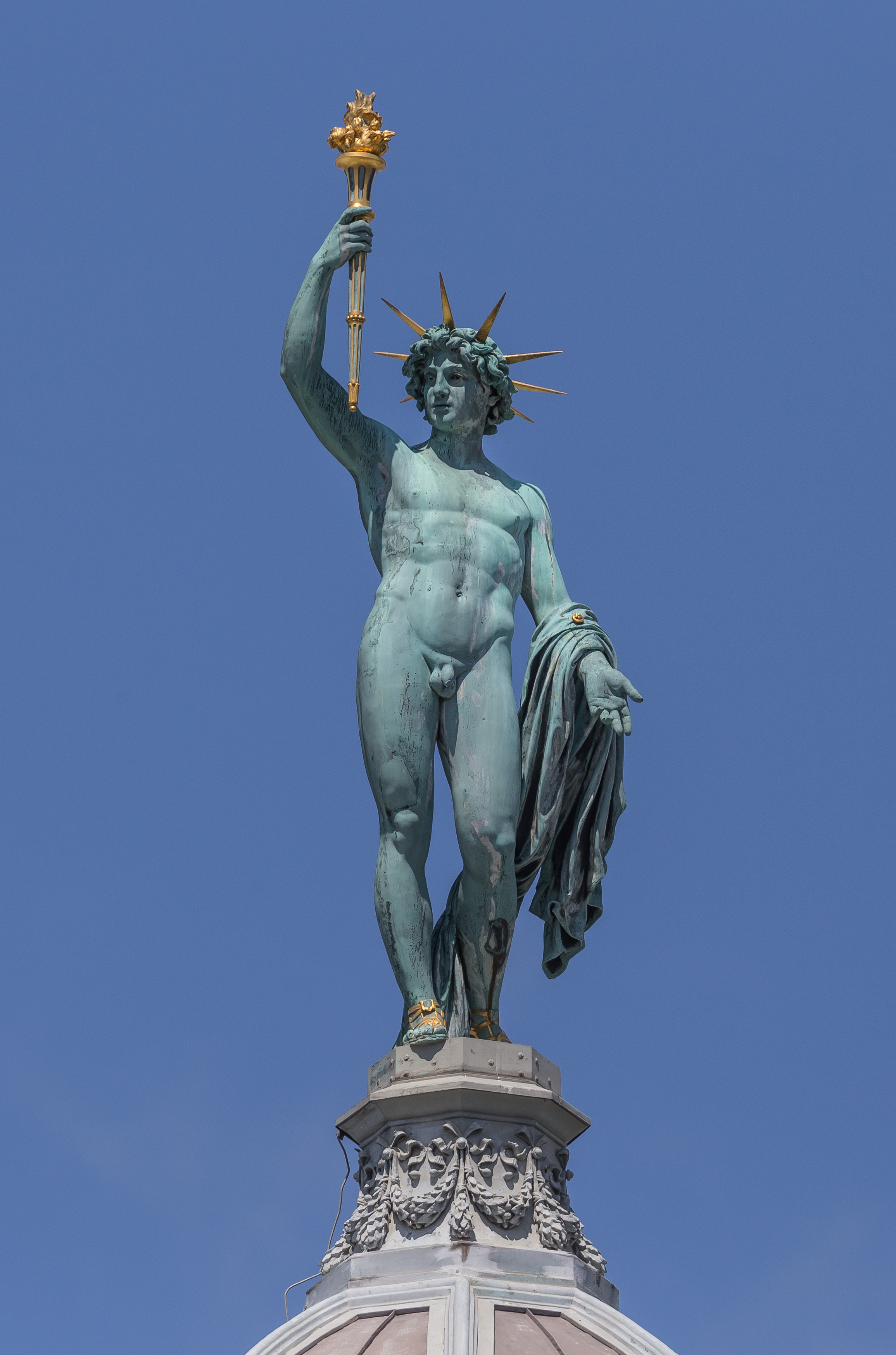
Helios

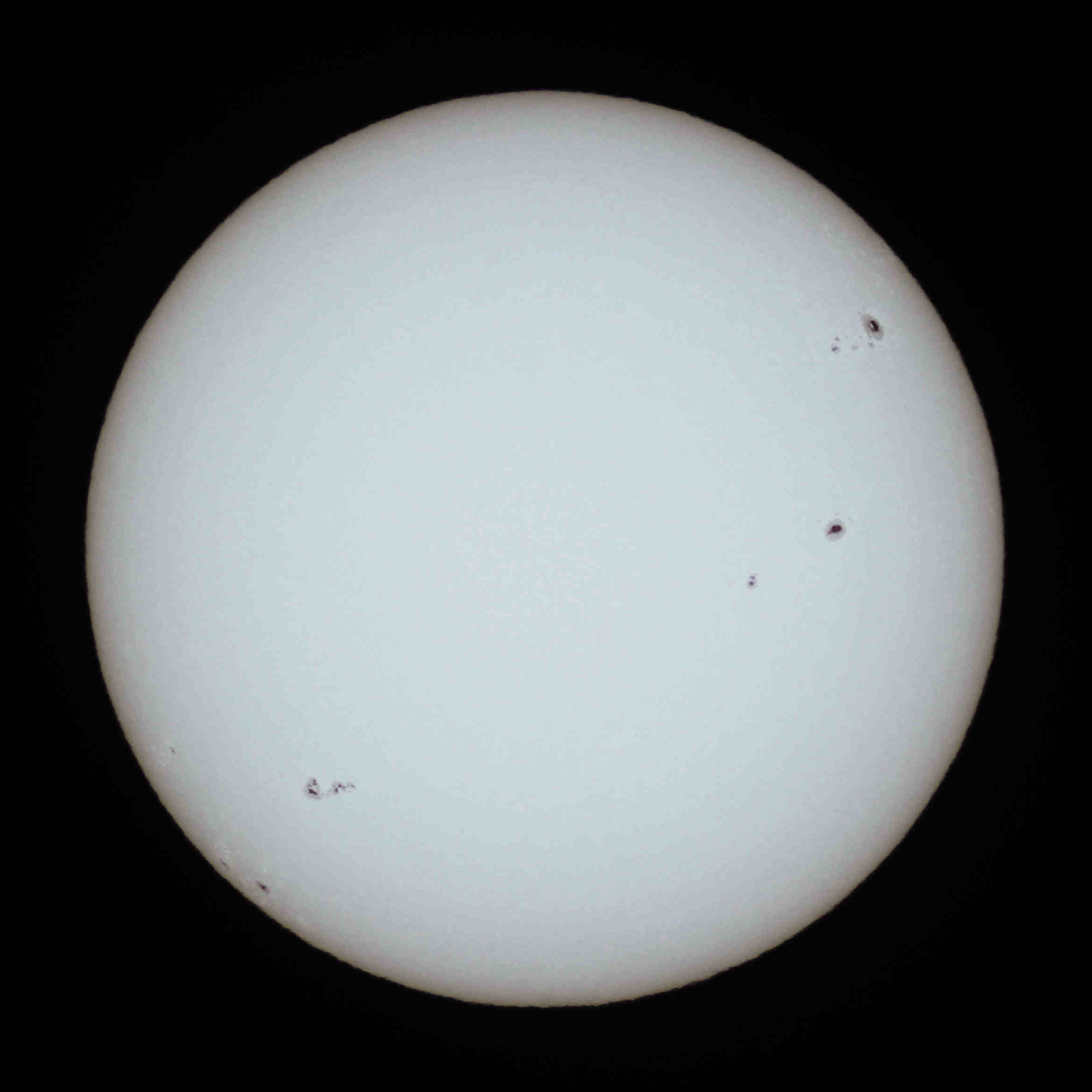
El Sol, la estrella en el centro del sistema solar.

El Sol () es el planeta regente de Leo y exaltado en Aries; se encuentra en exílio en Acuario y en caída en Libra. En la mitología griega y romana, el Sol está representado por el dios/titán Helios (en Grecia) y Sol indiges (en Roma), posteriormente la mitología griega colocó al dios Apolo (cuyas funciones previas eran la belleza y perfección aparte de muchos otros atributos) como el dios de la luz (mientras los cultos romanos adoptaron al Apolo griego y al Sol invictus Sirio). El Sol es la estrella central del sistema planetario. La Tierra y el resto de los planetas y cuerpos menores giran en órbitas elípticas alrededor del Sol, cada uno en un plano concreto. El plano en el que se desplaza la Tierra en su órbita se conoce como plano de la eclíptica y hace un ángulo con el plano del Ecuador de 23º27' (a esta inclinación se la conoce como oblicuidad de la eclíptica).. Esto ocasiona que la Tierra, en su desplazamiento a lo largo del año, oriente los polos hacia el Sol. La proyección de ese plano sobre la esfera terrestre determina dos puntos de declinación máxima (uno al Norte, el Trópico de Cáncer, y otro al Sur, el Trópico de Capricornio).[cita requerida]
Al desplazarse el Sol, se va moviendo día tras día por la eclíptica y ocupando distintas posiciones. La longitud eclíptica se mide desde el punto de cruce de ambos planos o punto vernal, que corresponde a 0° de Aries; cada signo del zodiaco se obtiene dividiendo el círculo de la eclíptica entre doce, con lo que se obtienen porciones de 30°. Cuando el Sol entra en una de esas partes, los astrólogos dicen que los nacidos ese día "son" de ese signo (signo "estrella" o signo solar).[cita requerida]
A causa del fenómeno conocido como precesión de los equinoccios, este punto vernal se desplaza anualmente 50,2 s de arco en sentido retrógrado. Este hecho supone que el punto vernal, que hace 2000 años se encontraba en la constelación de Aries, actualmente se encuentre casi a finales de la constelación de Piscis. Para más información sobre esta cuestión, véanse las "críticas a la astrología".[cita requerida]
Por lo general, astrológicamente se piensa que el Sol representa la conciencia ego, el yo y su expresión, el poder personal, el orgullo y autoridad, cualidades de liderazgo, y los principios de la creatividad, la espontaneidad, la salud y la vitalidad, la fuerza de la vida. El Sol también implica que las empresas creativas son una proyección de la persona, desde el arte y los negocios a tener hijos y la paternidad (en particular, la paternidad). Asimismo, las normas del aspecto divertido de la vida desde el deporte y la realización de fiestas y eventos sociales. En resumen, cualquier ocasión que "nos permite brillar". El poeta del siglo I Manilio, en su poema épico de 8000 versos Astronómica, describió el Sol como benigno y favorable.
En unvarón, todos los aspectos anteriores tendrán más preponderancia; en cambio, en la mujer también debe considerarse la Luna. Representa a la autoridad, a los jefes y, en el caso de las mujeres, a los padres. Con respecto al varón, tiene más preponderancia Saturno como figura paterna, aunque este es apto para ambos casos.[cita requerida]
En la astrología médica, el Sol está asociado con el corazón, las arterias, el sistema circulatorio, la espalda, la espina dorsal, la médula espinal, el ojo derecho en el varón y el ojo izquierdo en la mujer. Por su naturaleza, se consideró benéfico, masculino, diurno, caliente y seco, gobierna el temperamento bilioso y simboliza los espíritus vitales.
En la astrología moderna, el Sol es el gobernante de la casa V. En la tradición, el Sol rigió las casas IV y XI - la IV es la casa del padre/ascendencia paterna y la casa XI es la de los objetivos. Asimismo, él aportaba 'alegría' en la casa IX de la filosofía y los viajes.[cita requerida]
El Sol está asociado con el domingo. Dante Alighieri asociaba el Sol con el arte liberal de la música.[cita requerida]
En astrología china, el Sol representa el Yang, el principio de la vida masculina, activo y firme. En astrología hindú, el Sol se llama Surya, y representa el alma, la realeza, las altas personalidades, el padre. [cita requerida]

### La Luna

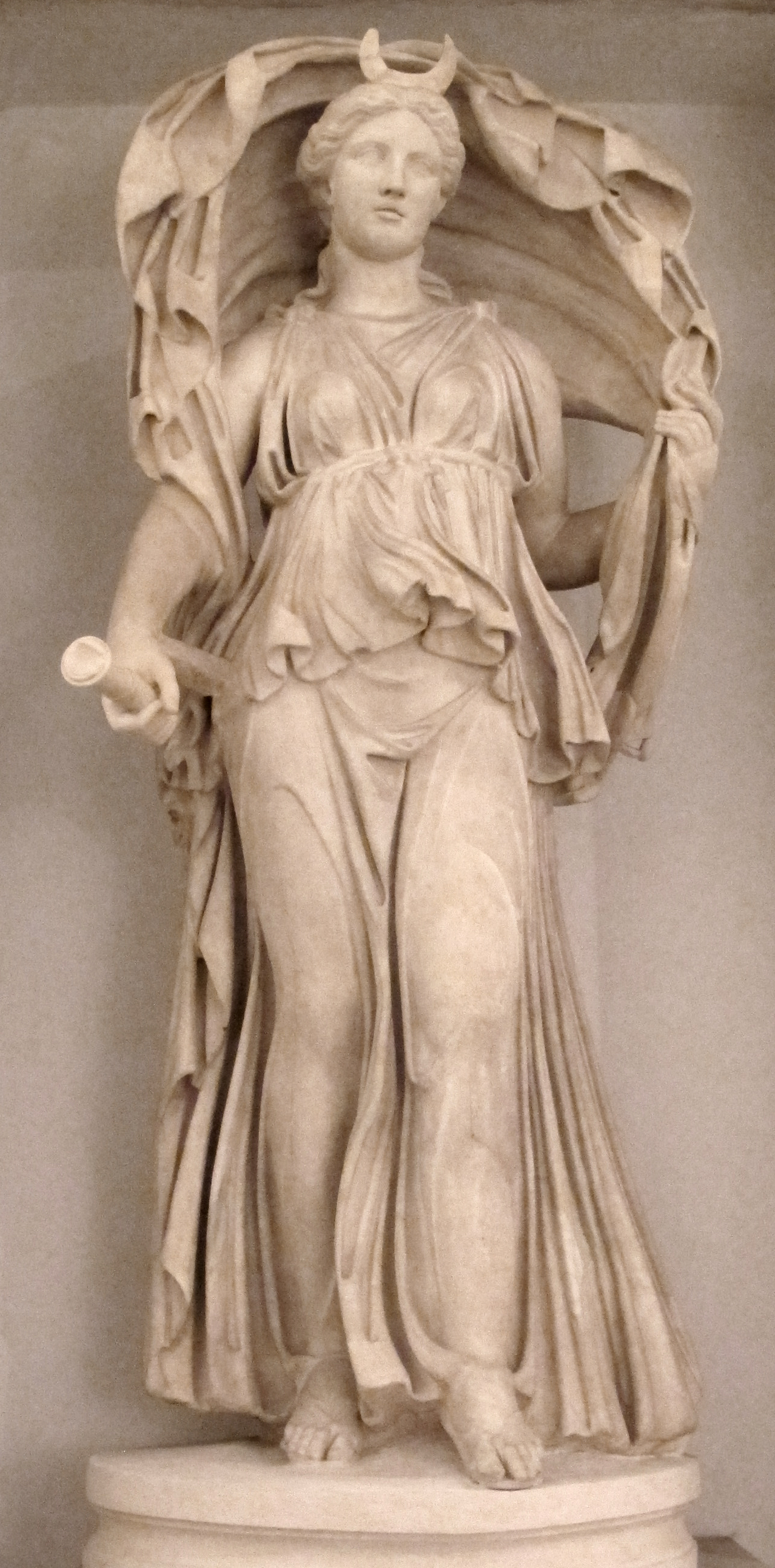
Selene/Diana

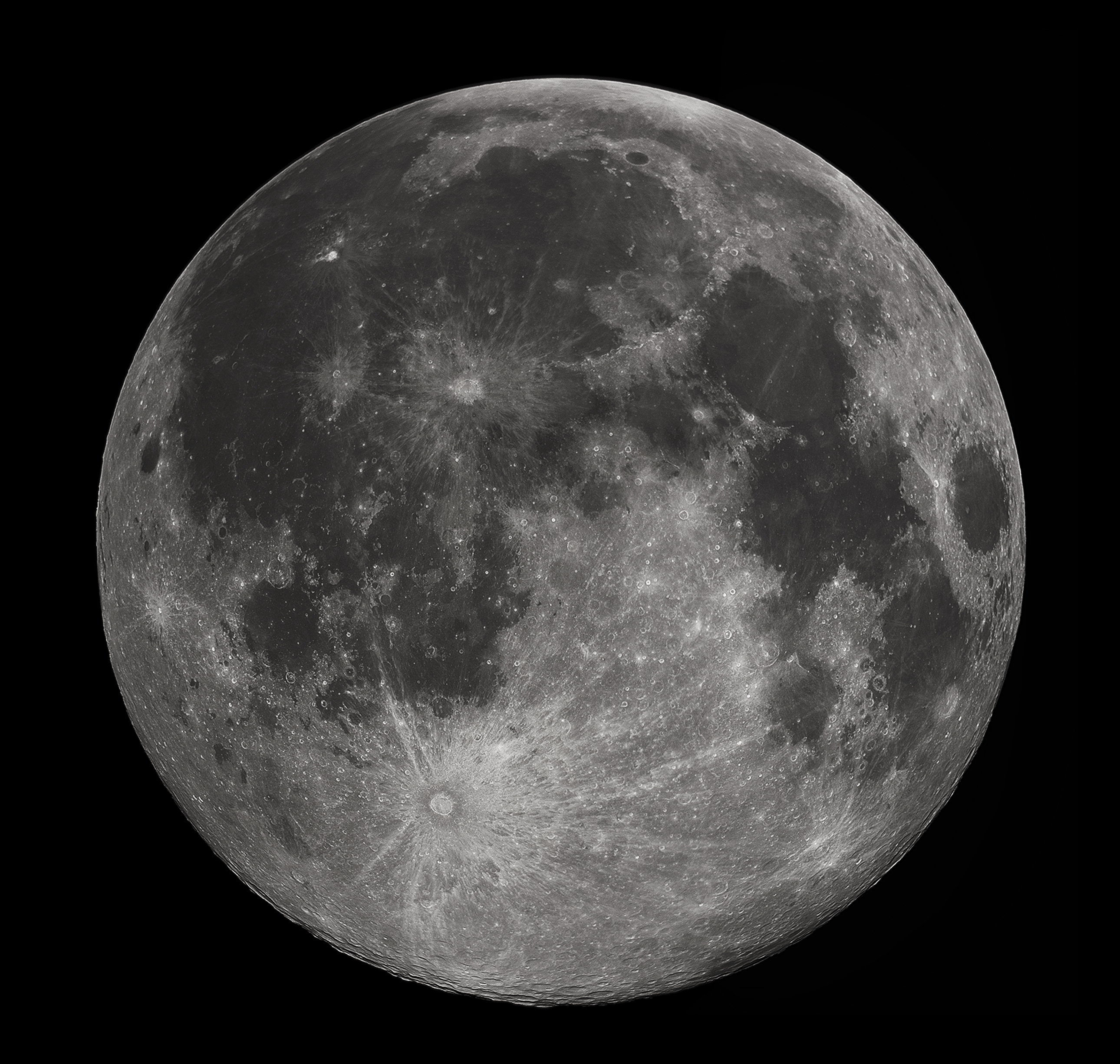
Luna llena

La Luna () es el planeta regente de Cáncer y se encuentra exiliada en Capricornio, exaltada en Tauro y en caída en Escorpio. En la mitología griega y romana, la Luna está representada por Artemisa /Diana, la diosa de los cazadores. Más antiguamente la diosa/titánide Selene en Grecia y Diosa Luna en Roma. La diferencia radica en que las diosas cazadoras del contexto más tardío eran vírgenes y castas. Es el satélite acompañante de la Tierra, aunque hay científicos que creen que se aproxima a ser un planeta por derecho propio. El sistema Tierra-Luna se considera más un sistema doble , dadas las dimensiones de la Luna. La Luna es lo suficientemente grande como para afectar a la gravedad de la Tierra, la estabilización de su órbita y el reflujo regular en la producción y el flujo de las mareas. La Luna nos es familiar por sus diferentes fases, altibajos aparentes en un ciclo inmutable. La Luna orbita la Tierra en unos 28 días, pasando fugazmente (2,33 días) por cada uno de los signos del zodíaco. El día lunar se sincroniza con su órbita alrededor de la Tierra de tal manera que la misma cara de la luna siempre mira a la Tierra y la otra, conocido como la "cara oculta de la luna" mira hacia el espacio.
Astrológicamente la luna está asociada con el aspecto emocional de la persona, inconsciente costumbres, ritmos, recuerdos y estados de ánimo y su capacidad para reaccionar y adaptarse a los que les rodean. También se asocia con la madre, el instinto maternal o la necesidad de nutrir, el hogar, la necesidad de seguridad, y el pasado, especialmente las primeras experiencias y la infancia. El poeta del siglo I Manilio, describió la Luna o Luna, como melancólica.[cita requerida] También representa a la familia y a la identificación personal de todo lo que puede ser llamado hogar, como una casa, una ciudad, un país o todo lo que refiera a un sentimiento similar.[cita requerida]
En la astrología médica la luna está asociada con el sistema digestivo, el estómago, los senos, los ovarios y el útero, la menstruación (que se produce en un ciclo mensual), el ojo derecho en la mujer y el ojo izquierdo en el hombre; la leche, la linfa, la secreción, las mucosas. A pesar de asignación de Manilio, la luna se asocia habitualmente con el temperamento linfático; rige el espíritu de los animales[cita requerida], junto con Mercurio.
Es considerada benéfica, nocturna, femenina, húmeda y fría.
En la astrología moderna, la luna es el regente tradicional de la casa IV. La Luna se asocia con el lunes.[cita requerida]
En astrología china, la Luna representa Yin, el principio pasivo y receptivo de la vida femenina. En astrología hindú, la Luna se llama Chandra o Soma y representa la mente, la reina, y la madre. El Nodo Norte (llamado Rahu) y el Nodo Sur (llamado Ketu) se consideran de especial importancia, y se les da un mismo lugar junto con los siete planetas clásicos, como parte de los nueve navagraha. También es único en la astrología hindú el sistema de 27 (o 28) estaciones de lunares o "mansiones" llamada nakshatra, que se cree que son de gran importancia en el que indica el camino de la vida del individuo. [cita requerida]

### Mercurio

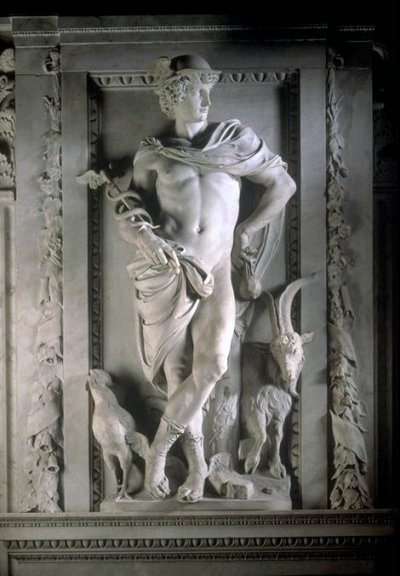
Mercurio por el escultor flamenco del Artus Quellinus

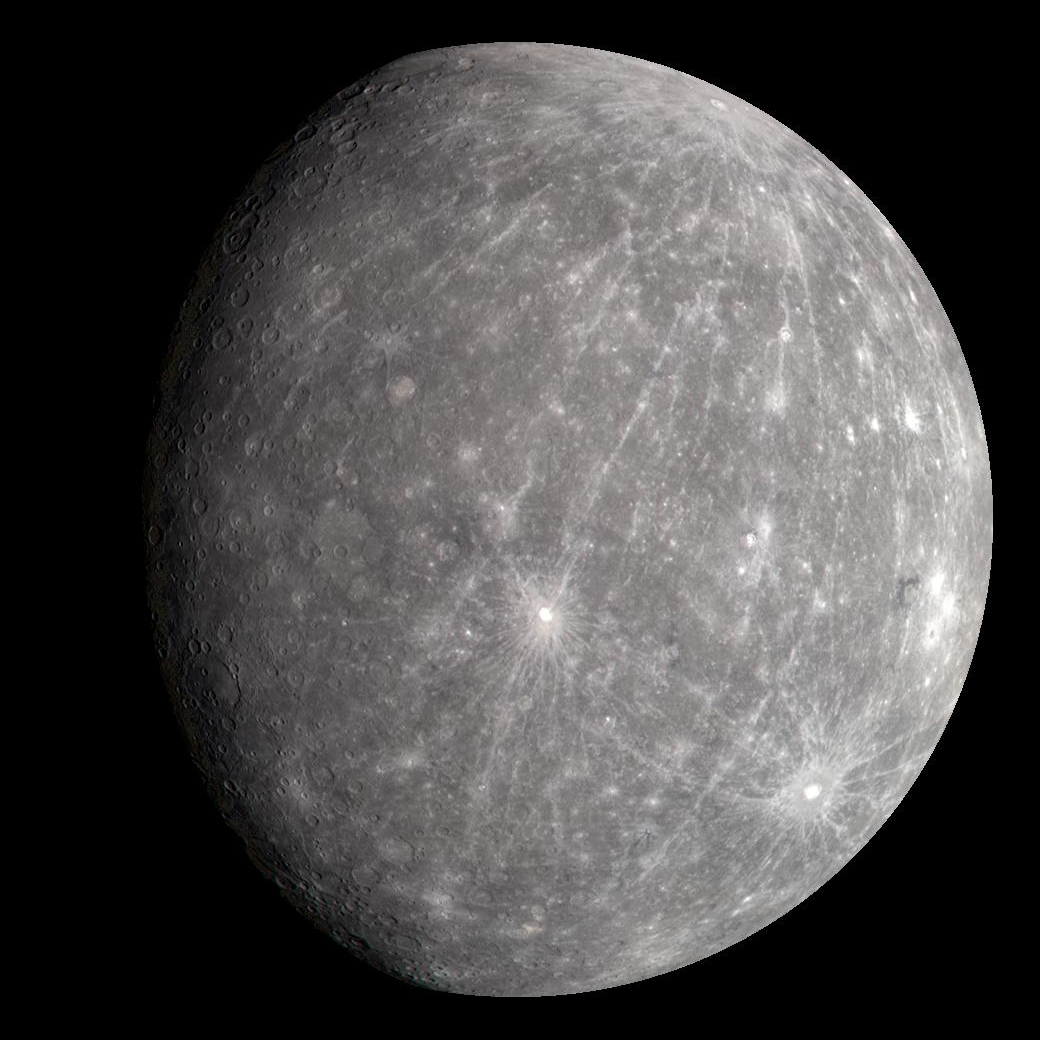
El planeta Mercurio

Mercurio () es el planeta regente de Géminis y Virgo y se considera exaltado en Virgo (una de sus casas) y, posiblemente, en Acuario. También se encuentra exiliado en Sagitario y, en Piscis, exiliado y en caída. En la mitología romana Mercurio es el mensajero de los dioses, conocido por su velocidad y rapidez. Haciéndose eco de esto, el ardiente Mercurio, sin aire, gira alrededor del Sol en la órbita más rápida entre los planetas. Mercurio sólo tarda 88 días en orbitar el Sol y pasa cerca de 7,33 días en cada signo del zodíaco. Mercurio está tan cerca del Sol que sólo existe un breve período después de la puesta del sol, donde se puede ver a simple vista, antes de seguir al sol en el horizonte. Es considerado el regente diurno de Géminis y el nocturno de Virgo.[cita requerida]
Astrológicamente Mercurio representa los principios de la comunicación, la mentalidad, los patrones de pensamiento, la racionalidad y el razonamiento, la adaptabilidad y la variabilidad. Mercurio rige la enseñanza y la educación, el entorno inmediato de los vecinos, hermanos y primos, el transporte en distancias cortas, los mensajes y las formas de comunicación tales como correo, correo electrónico y teléfono, los periódicos, el periodismo y la escritura, habilidades de recopilación de información y destreza física. También a los ladrones y a los médicos. El poeta del siglo I Manilio describe a Mercurio como un planeta inconstante, vivaz y curioso.
En astrología médica Mercurio está asociado con el sistema nervioso, el cerebro, el sistema respiratorio, la tiroides y los órganos de los sentidos.[cita requerida] Tradicionalmente ha sido considerado esencialmente benéfico, nocturno, neutro, gaseoso, frío y seco, pero nervioso en cuanto a temperamento de acuerdo a su ubicación en el zodíaco y cualquier aspecto a otros planetas. Está vinculado a los espíritus de los animales[cita requerida], junto a la Luna. 
Hoy en día, mercurio es considerado como el regente de las casas III y VI.
Mercurio es el mensajero de los dioses en la mitología, por eso es el mensajero en la Astrología como lo es en la mitología. Es el planeta de la expresión cotidiana y las relaciones. La acción de Mercurio es tomar las cosas aparte y volver a ponerlas juntas de nuevo. Se trata de un planeta oportunista, decididamente sin emoción (que corresponde a la Luna) y con mucha curiosidad.
Mercurio rige sobre el miércoles. En las lenguas romances la palabra "miércoles" es a menudo similar a Mercurio (Mercredi, en francés y miércoles en español). Dante Alighieri asocia a Mercurio con el arte liberal de la dialéctica.[cita requerida]
En la astrología china, Mercurio es gobernado por el elemento agua, que es diplomático, amable e intuitivo.[cita requerida]
En la astrología hindú, Mercurio es regido por el dios Budha (que no se debe confundir con Buddha, el religioso nepalí fundador del budismo).[cita requerida]
Durante los periodos de Retrogradación las áreas que competen a Mercurio se inhiben, causando una gran variedad de dificultades.

### Venus

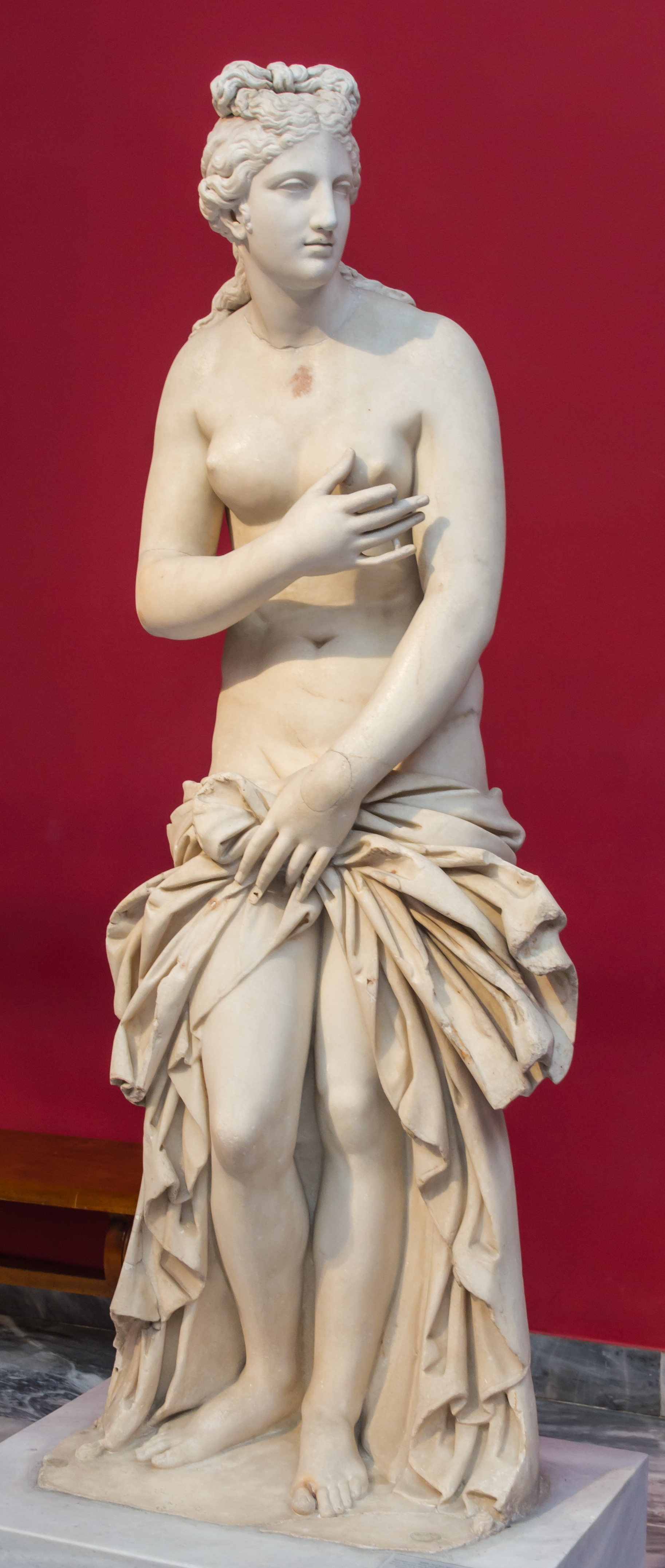
Venus en el Museo Arqueológico Nacional de Atenas

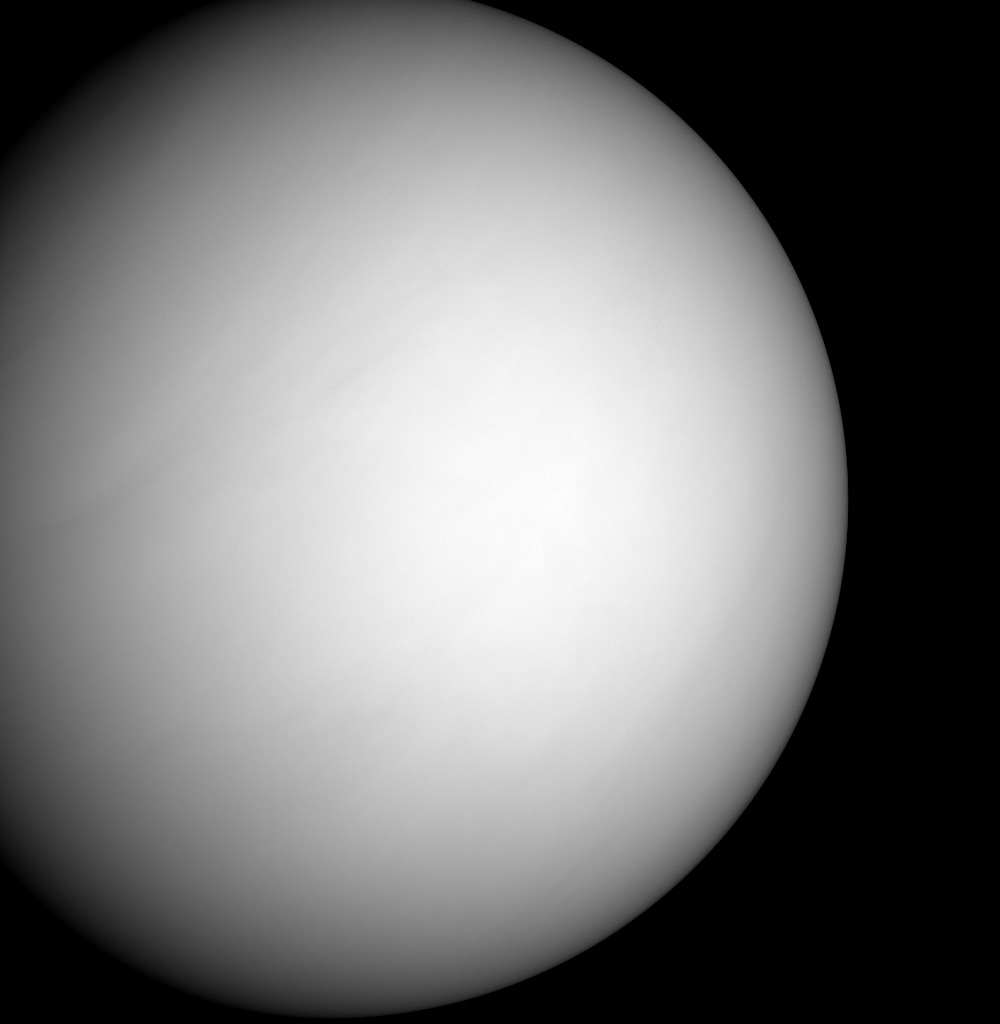
El planeta Venus

Venus () es el planeta regente de Tauro y Libra y está exaltado en Piscis. Y en Aries y en Escorpio se encuentra en exilio, y en Virgo en caída En la mitología romana, Venus es la diosa del amor y la belleza, famosa por las pasiones que podía provocar entre los dioses. De la misma manera, la calma, la superficie de hermosas nubes blancas que el planeta Venus presenta esconde dentro su atmósfera calurosa y densa y una intensa actividad volcánica. Venus orbita alrededor del Sol en 225 días, invirtiendo cerca de 18,75 días en cada signo del zodíaco. Venus es el segundo objeto más brillante en el cielo de la noche, la luna es la más brillante.[cita requerida]
Astrológicamente Venus está asociada con los principios de armonía, belleza, equilibrio, los sentimientos y afectos, y el impulso de simpatía y de unirse con los demás. Está involucrado con el deseo de placer y sensualidad, así como con los bienes personales, la comodidad y la vida fácil. Rige las relaciones románticas, el matrimonio y las asociaciones empresariales, las artes, la moda y la vida social. Es una equivocación muy común decir que Venus representa al sexo, en cambio, Venus representa la sensualidad y su contraparte Marte si representa al sexo. También representa al género femenino. En la mujer, representa como es y como se siente el nativo como mujer. Para los hombres representa lo que le gusta en una mujer y como ve a las mujeres. El poeta del siglo I Manilio, describe a Venus como generoso y fecundo, y el menor benéfico.
En astrología médica, Venus está asociada con la región lumbar, las venas, paratiroides, garganta y riñones. Venus ha sido considerado moderadamente benéfico, femenino, nocturno, húmedo, cálido y erótico, y se asocia con el temperamento sanguíneo.
Venus es el regente de las casas II y VII. Como era de esperar, se considera su casa de gozo, la V (juegos, amantes, etc.).
Venus es el planeta del viernes. En las lenguas derivadas del latín, como el español y el francés, la palabra para el viernes a menudo se asemeja a la palabra Venus (viernes y vendredi, respectivamente). Dante Alighieri asocia a Venus con el arte liberal de la retórica.
En astrología china, Venus está asociada con el elemento metal (o el oro), que es inflexible, fuerte y persistente. En astrología hindú, Venus es conocido como Shukra, y representa la riqueza, el placer y la reproducción. En paganismo nórdico, el planeta está asociado a Freyja, la diosa del amor, la belleza y la fecundidad. [cita requerida]

### Marte

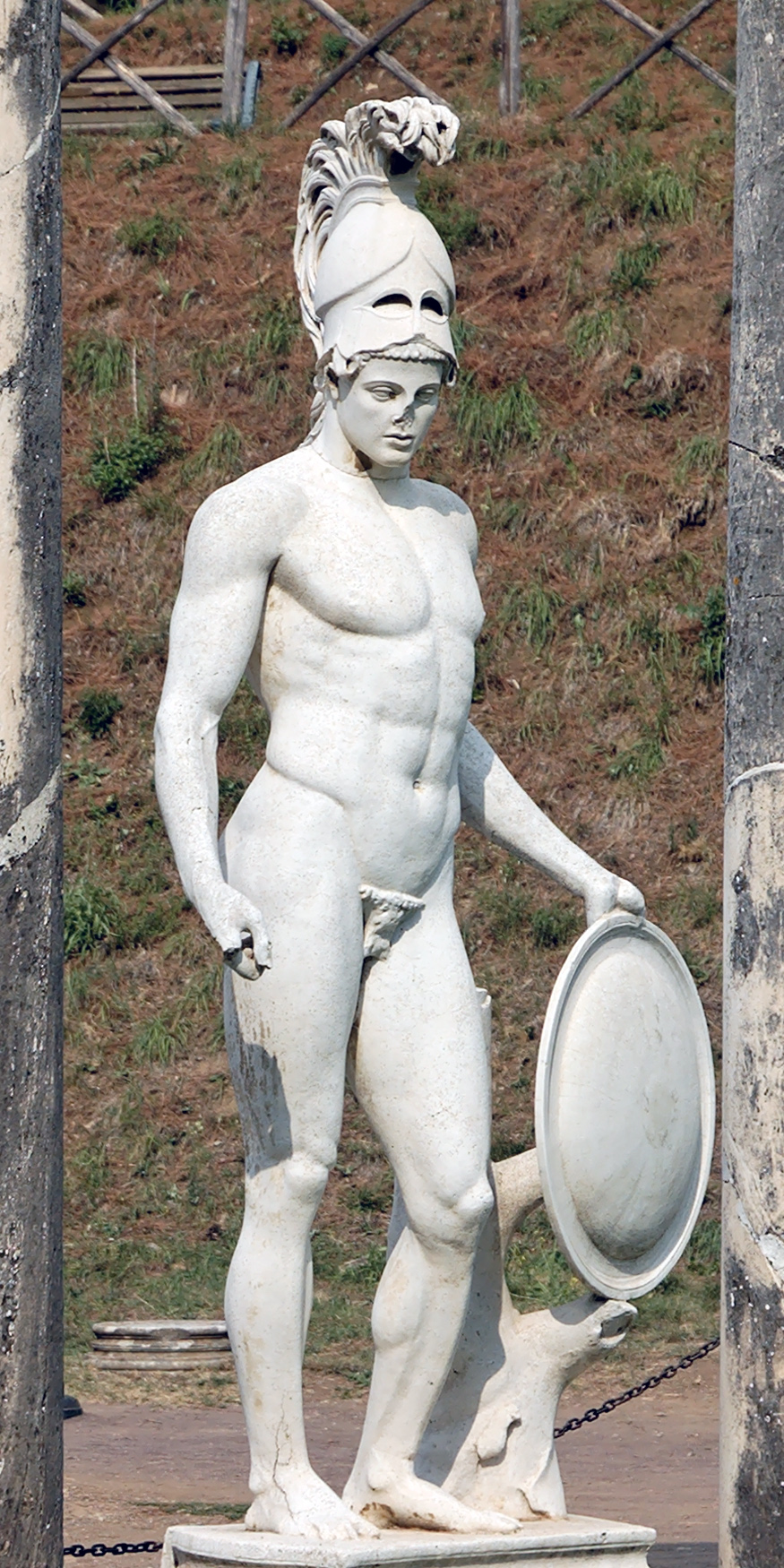
Marte en el exterior de Villa Adriana

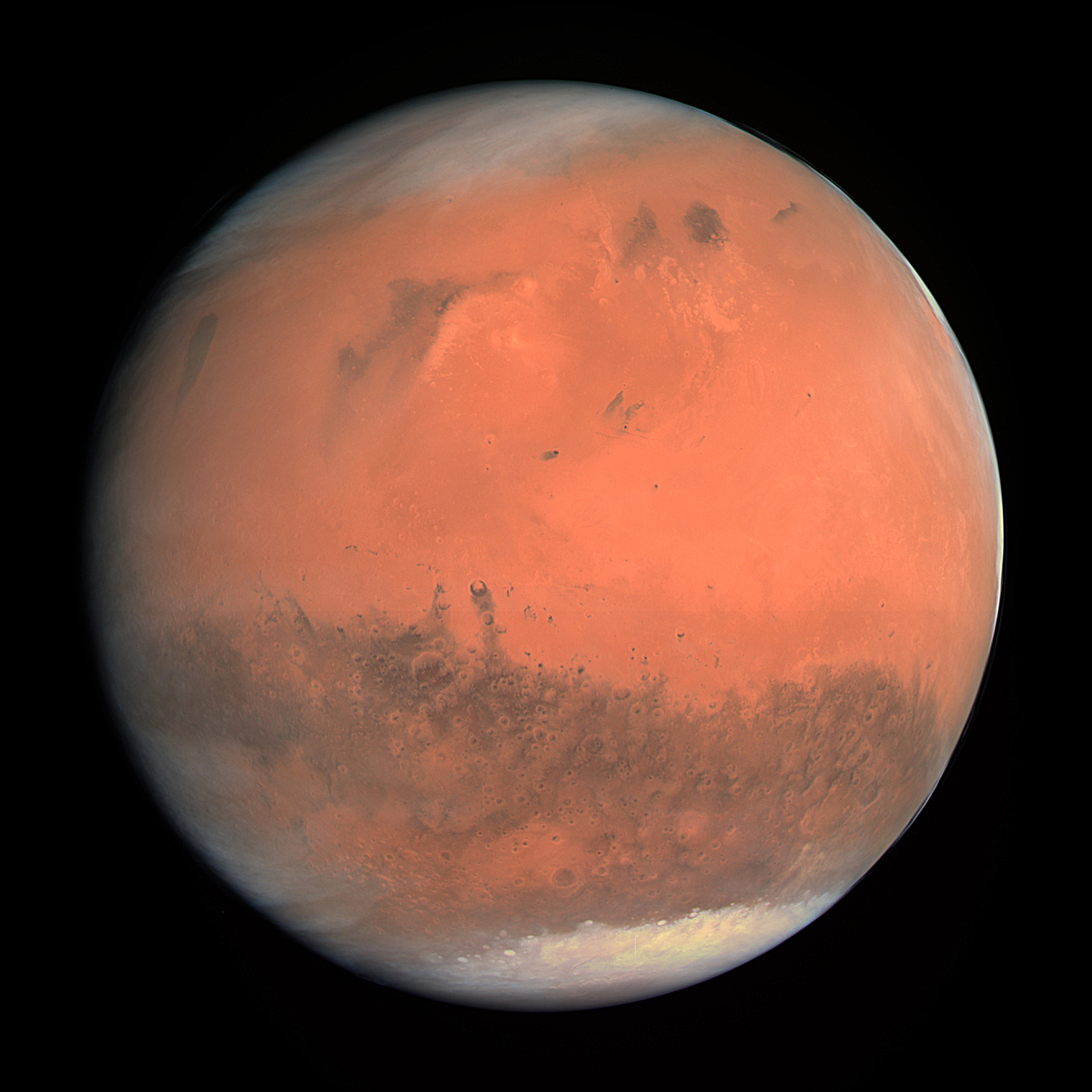
El planeta Marte

Marte () es el planeta regente de Aries y de Escorpio, estando exaltado en Capricornio. Marte es el dios romano de la guerra y el derramamiento de sangre, cuyo símbolo es una lanza y un escudo (de la que se deriva de su glifo). El símbolo de Marte es también el del sexo masculino, pues este Dios recoge el arquetipo masculino y del hombre en plena capacidad de procrear y mantener relaciones sexuales. La violencia y la agresividad, así como la energía para acometer proyectos. Es la fuerza de la vida masculina, en oposición a la fuerza de la vida femenina que está simbolizada por la diosa Venus.
Marte orbita alrededor del Sol en 687 días, invirtiendo cerca de 57,25 días en cada signo del zodíaco. También es el primer planeta que orbita fuera de la órbita de la Tierra por lo que es el primer planeta que no avanza acompañando al Sol, desde el punto de vista geocéntrico.
Astrológicamente, Marte está asociado con la confianza y la afirmación de sí mismo, la agresión, la sexualidad, la energía, la fuerza, la ambición y la impulsividad, como en la figura masculina. Para el hombre, representa como es él como hombre y para una mujer es lo que le gusta en un hombre. Junto a venus son las figuras masculina y femenina del zodiaco.
Marte rige los deportes, los concursos y las actividades físicas en general. El poeta del siglo I Manilio, describió el planeta Marte como ardiente, y como el menor maléfico.
En astrología médica Marte gobierna los órganos sexuales o los genitales, el sistema muscular, las gónadas y las glándulas suprarrenales. Sus cualidades se describen como maléfico, masculino, diurno, seco, caliente, estéril y activo, y su temperamento es bilioso. Ha sido asociado con la fiebre, accidentes, traumatismos, dolor y las operaciones quirúrgicas.
En astrología moderna, Marte se dice que rige las casas I y VIII. 
Antes del descubrimiento de Plutón, se consideraba universalmente el regente de Escorpio. La adjudicación de regencias se hace otorgándole a Marte la regencia diurna de Aries y la nocturna de Escorpio. Ver artículo Regencia (astrología).
Marte está asociado con el martes, y en las lenguas romancela palabra para el martes a menudo se asemeja a Marte (en español, martes y en francés, mardi). Dante Alighieri asoció Marte con el arte liberal de la aritmética.
En la astrología china, Marte es gobernado por el elemento Fuego, que es un apasionado, energético y aventurero. En la astrología hindú, Marte se llama Mangala y representa la energía, la confianza y el ego. [cita requerida]

### Júpiter

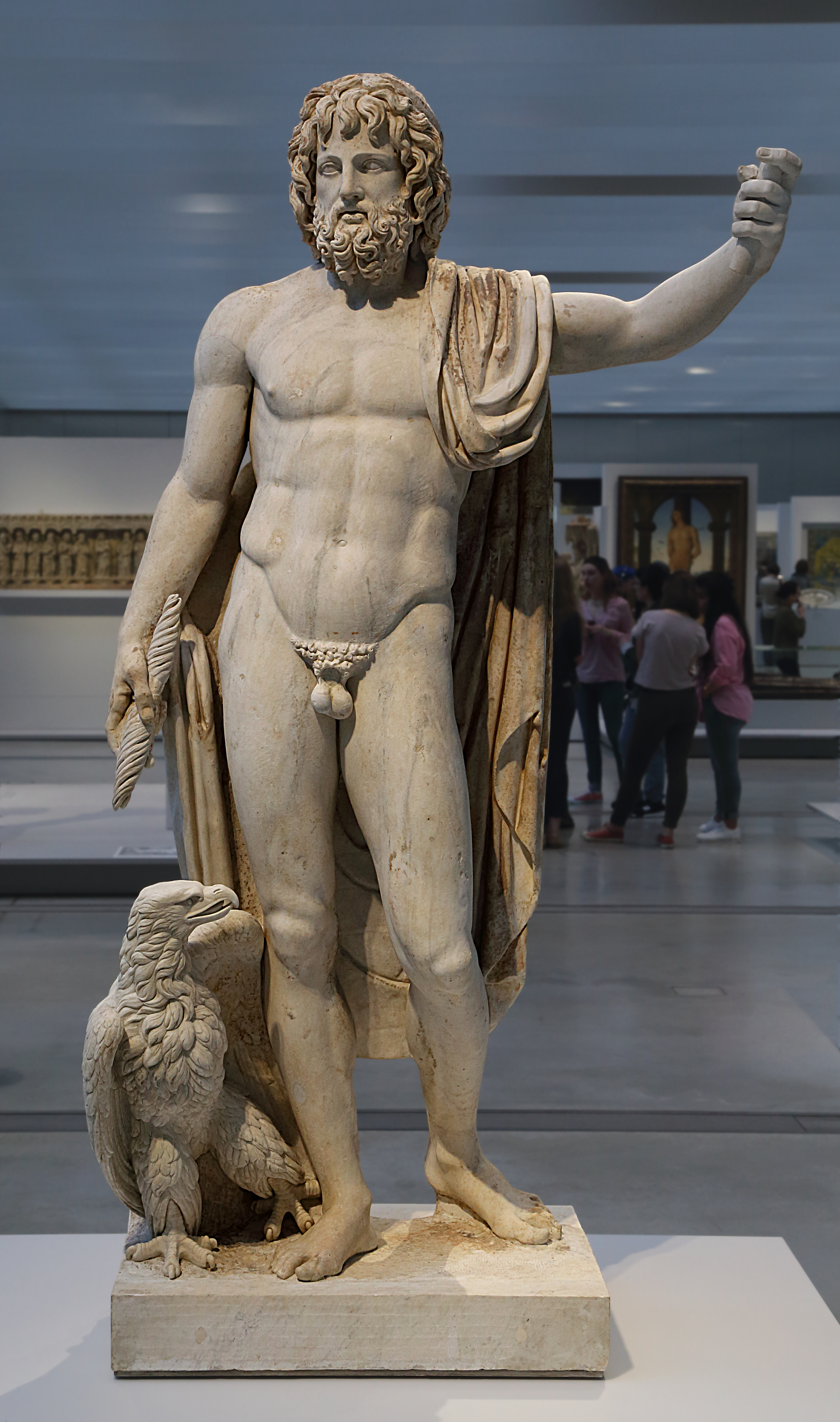
Júpiter, rey de los dioses romanos, portando un rayo y acompañado por un águila. Mármol. Museo Louvre-Lens, Francia.

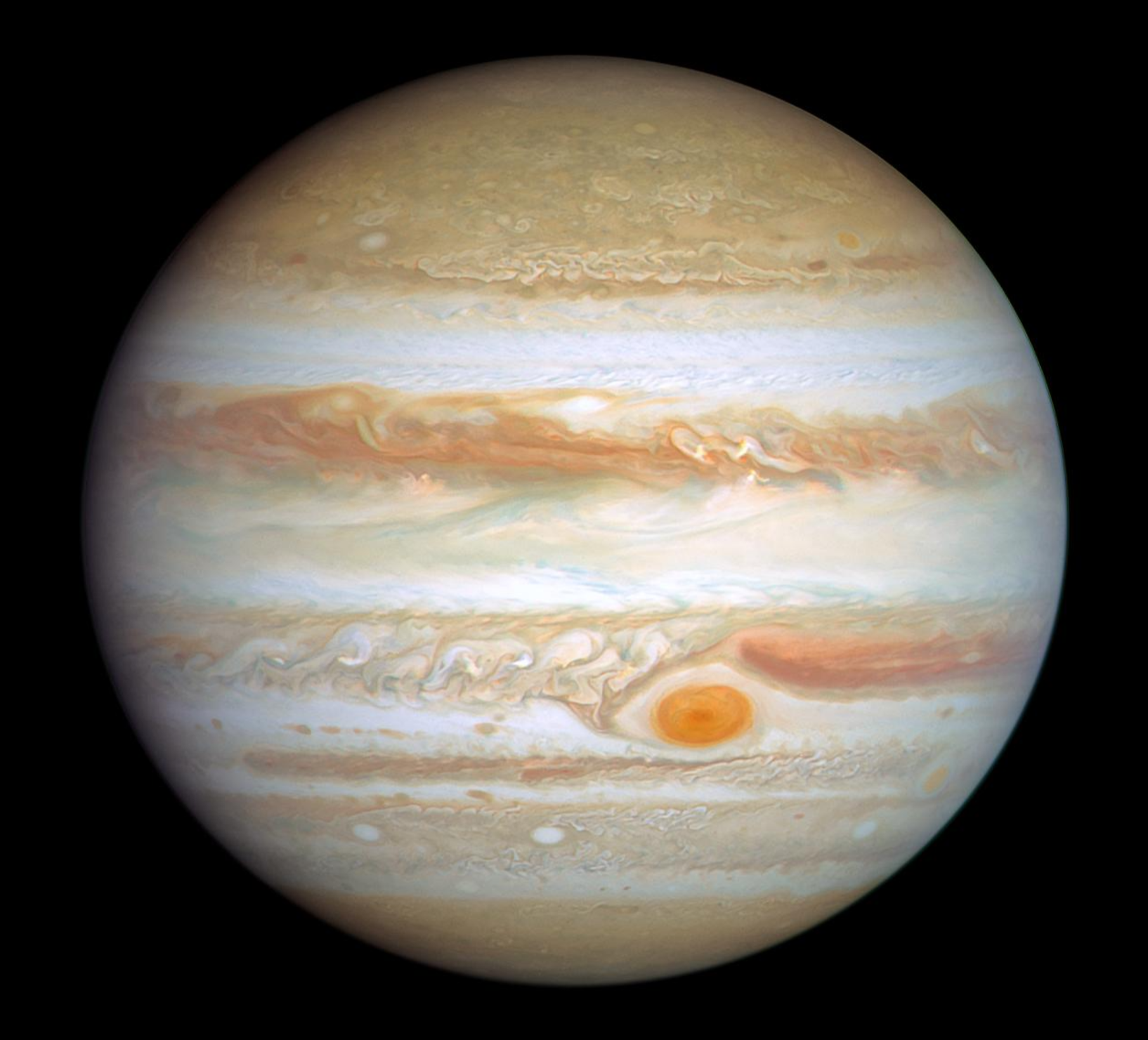
El planeta Júpiter

Júpiter () es el planeta regente de Sagitario, y, para muchos astrólogos, también rige Piscis y se encuentra exaltado en Cáncer. En la mitología romana Júpiter es el rey de los dioses (una vez derrotado el Saturno) y su tutor y protector, y su símbolo es el rayo. De la misma manera, el planeta Júpiter es el Rey de los otros planetas, un gigante en tamaño con unas nubes espectaculares, colores brillantes e intensas tormentas. Los astrónomos creen que desempeña un papel importante a través de la protección de su enorme gravedad para capturar o expulsar del sistema solar los cometas y asteroides que de lo contrario pondría en peligro la Tierra y los planetas interiores. Júpiter tiene una órbita alrededor del sol de una duración de 11,9 años, e invierte casi un año de la Tierra (361 días) en atravesar cada signo del zodíaco desde el punto de vista geocéntrico.
Astrológicamente, Júpiter está asociado con los principios de crecimiento, expansión, prosperidad y buena fortuna, y el sentido interno de una persona de la justicia, la moral, de sus ideales y metas más altas. Júpiter rige la larga distancia y los viajes al extranjero, la educación superior, la religión y la ley. También está asociado con el anhelo de libertad y exploración, las ayudas o acciones humanitarias y de protección, y con el juego y la diversión o la jovialidad. El poeta del siglo I Manilio ha descrito a Júpiter como un planeta templado y benigno, y el mayor benéfico. 
Júpiter está asociado con el hígado, las caderas, los muslos, los costados, las glándulas suprarrenales, los pulmones, los músculos del corazón, el diafragma, los vasos sanguíneos y, en particular, las arterias y la sangre arterial. Es considerado benéfico, diurno, caliente, húmedo, templado y benévolo. Su temperamento es sanguíneo. En los tiempos modernos Júpiter se considera el regente de las casas IX y XII, correspondientes a Sagitario y Piscis.
Júpiter se asocia al jueves, y en las lenguas romance el nombre para el jueves a menudo proviene de Júpiter (por ejemplo, jeudi en francés,jueves en español, y giovedì en italiano). Dante Alighieri asociados Júpiter con el arte liberal de Geometría.
En astrología china, Júpiter está regido por el elemento Madera, que es cálido, generoso y cooperativo. En astrología hindú, Júpiter es conocido como Gurú o Bríhaspati y es conocido como el "gran maestro". [cita requerida]

### Saturno

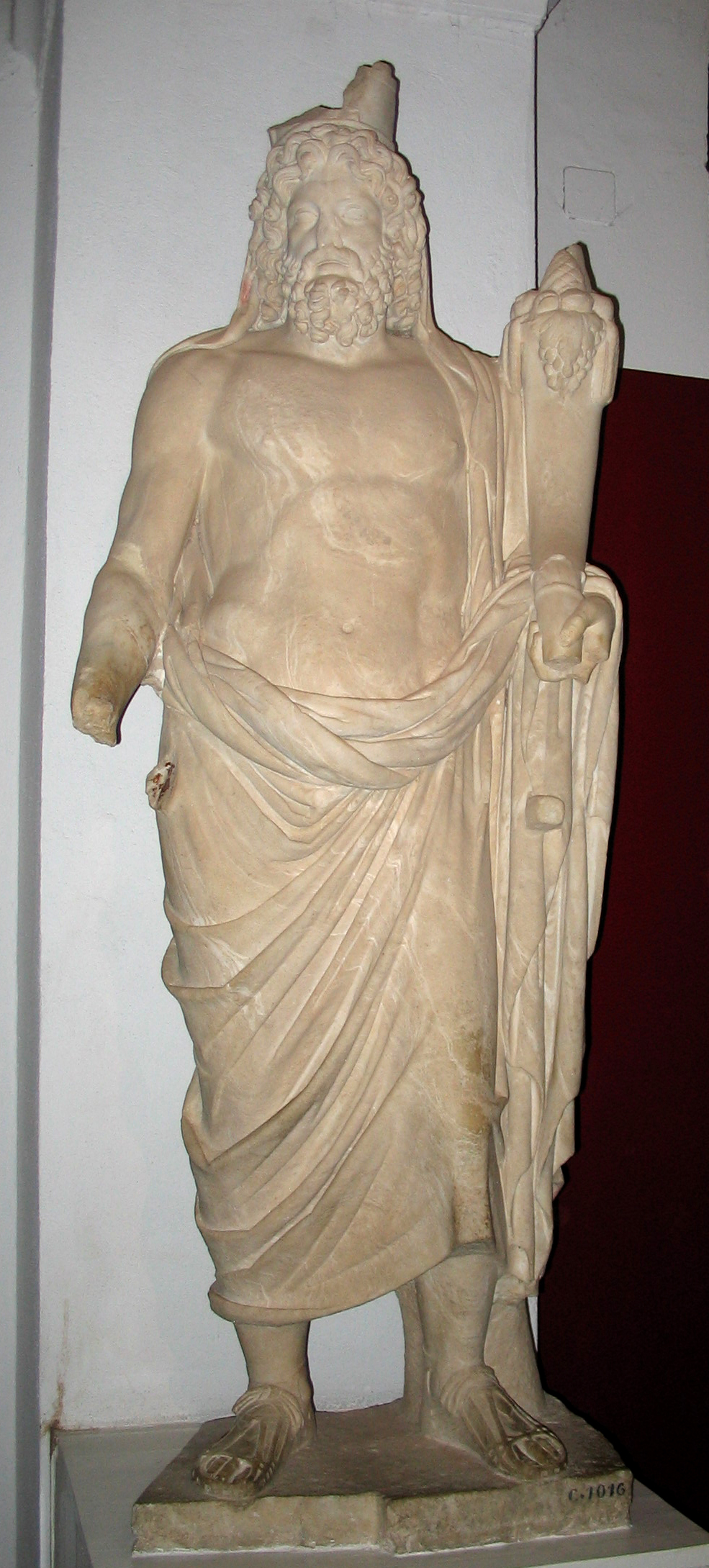
Saturno. Estatua romana del. Exmuseo nacional del Bardo,Túnez

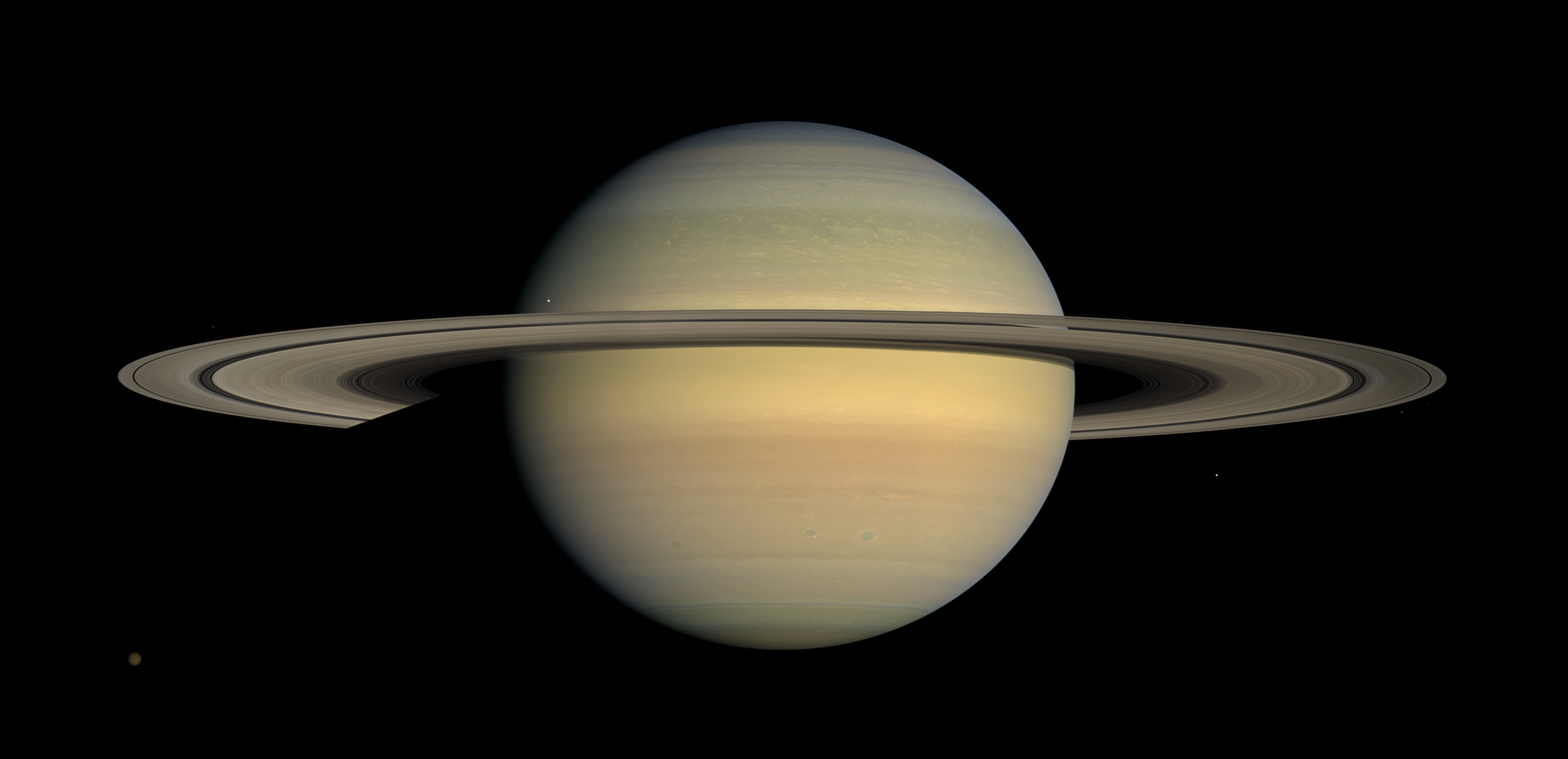
El planeta Saturno

Ver Saturno (mitología) creencias astrológicas en la sección.
Saturno () es el planeta regente de Capricornio y, tradicionalmente, de Acuario y se encuentra exaltado en Libra. En la mitología romana Saturno es el dios de la agricultura, fundador de las civilizaciones y del orden social y la conformidad. Saturno, como símbolo de las normas sociales, es el planeta que establece los límites y que hace que todo aquello que hagamos nos cueste un esfuerzo y que no sea fácil. Es el último planeta que se ve a simple vista (exceptuando Urano, pero éste no había llegado a ser percibido por los antiguos), por eso es el límite visible del sistema solar. El símbolo más a menudo usado es una guadaña, pero es sobre todo conocida como la Media Luna por debajo de la Cruz -la materia sobre el espíritu-, mientras que el símbolo de Júpiter es la Media Luna sobre la Cruz -el espíritu sobre la materia-. Además de por su situación fronteriza en el sistema solar, los famosos anillos del planeta Saturno que lo encierran y lo rodean, reflejan este principio de las limitaciones del hombre. Saturno tarda 29.5 años en realizar la órbita alrededor del sol, invirtiendo unos 2,46 años en atravesar cada signo del zodíaco.
Astrológicamente Saturno está asociado con los principios de limitación, las restricciones, los límites, la práctica y la realidad, la cristalización y las estructuras. Saturno rige la ambición, la carrera, la autoridad y jerarquía, disciplina y responsabilidad, y la resistencia física y emocional durante las dificultades. El retorno de Saturno se dice que marca los acontecimientos importantes en la vida de cada persona. Según el poeta del siglo I Manilio, Saturno es triste, taciturno, y frío y es el mayor planeta maléfico. Según Claudio Ptolomeo, "Saturno es el señor de la oreja derecha, el bazo, la vejiga, la flema, y los huesos." Saturno simboliza los procesos y las cosas que estaban secos y extremadamente fríos y, por tanto, hostiles a la vida. Gobernó la melancolía o la depresión.
Antes del descubrimiento de Urano, Saturno era universalmente considerado como el planeta regente de Acuario. 
Muchos astrólogos todavía utilizan Saturno como el regente planetario de ambos Capricornio y Acuario, en la astrología moderna en consecuencia rige las casas X y XI.
Saturno está asociado con el sábado, que lleva el nombre del dios Saturno. Dante Alighieri asocia Saturno con el arte liberal de la astronomía.
En astrología china, Saturno está gobernado por el elemento Tierra, que es paciente, trabajador y confiable. En astrología hindú, Saturno se llama Shani o "Sani", y representa la carrera y la longevidad. También es el portador de mala suerte y penurias.

## Planetas modernos
Desde la invención del telescopio, la astrología occidental ha incorporado Ceres, Urano, Neptuno, Plutón, Éride y otros cuerpos en su metodología. Las astrologías India y China han tendido a mantener el sistema de los siete antiguos planetas. Los astrólogos modernos han tenido que asignarles significados, por lo general de acuerdo con los principales acontecimientos que se produjeron en el mundo en el momento de su descubrimiento. Como estos suelen ser astrólogos occidentales, los acontecimientos sociales e históricos que describen tienen un énfasis occidental inevitable. Los astrólogos consideran que los planetas "extra-saturninos" son "impersonales" o generacionales, lo que significa que sus efectos se dejan sentir más a través de generaciones enteras de la sociedad que a través exclusivamente de los individuos. Sus efectos en las personas dependen de la intensidad de sus características en la carta natal de ese individuo. Hay una gran discusión sobre el papel que Ceres debe jugar en la astrología. Algunos astrólogos occidentales esperan que, dentro de unos años, las regencias astrológicas se modificarán para incluir a Ceres. Las siguientes son sus características aceptadas por la mayoría de los astrólogos.

### La Tierra

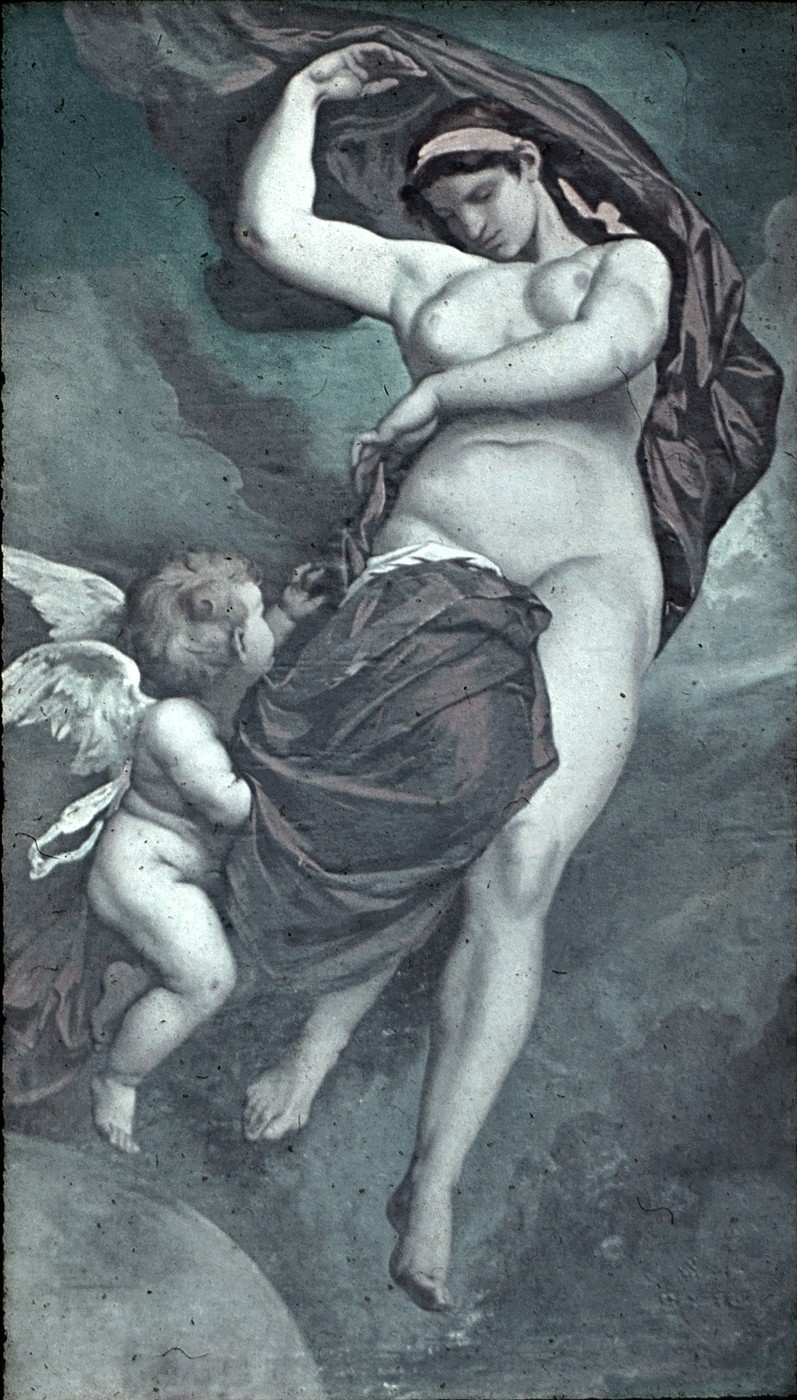
Anselm Feuerbach: Gea (1875). Pintura de techo, Academia de Bellas Artes de Viena

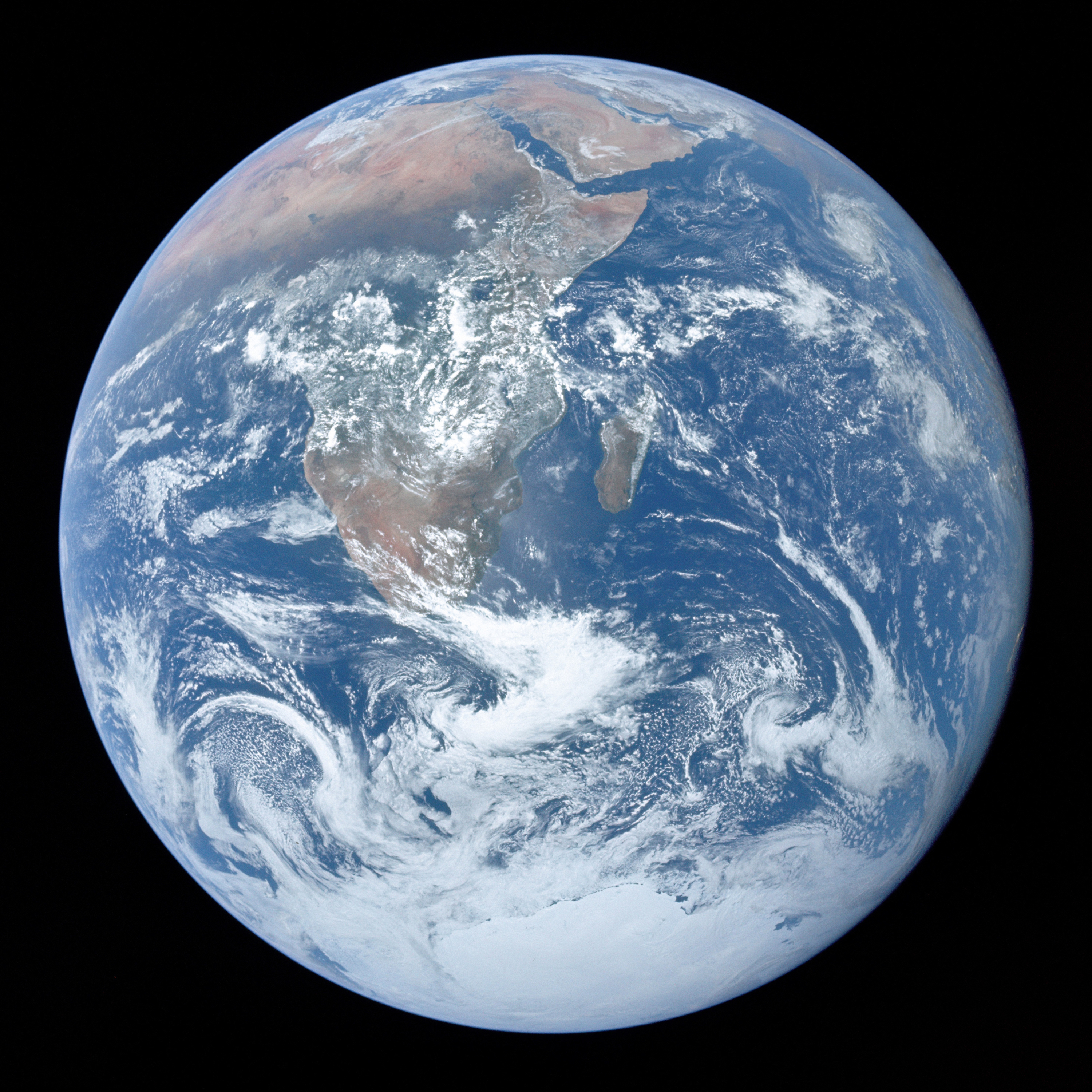
La Tierra, nuestro planeta hogar visto desde el Apolo 17

La Tierra () es el tercer planeta del sistema solar en orden de distancia, y el único que alberga vida tal y como la conocemos. En la mitología griega y romana, la Tierra está representada por la diosa primordial Gea (en Grecia) y Terra (en Roma). Para los astrónomos modernos la Tierra representa el nivel más básico y elemental de realidad: lo cotidiano y rutinario, la tranquilidad y el aburrimiento, el momento presente. Es un planeta de atribuciones fijas, estable; cada cosa que procede del sistema solar tiene su lugar en la Tierra, y en su justa medida. Algunos astrólogos y aficionados piensan que la Tierra no tiene ningún valor en el estudio de las cartas natales porque todo gira en torno a lo que sucede en el exterior, no aquí mismo.
 Así mismo, este objeto siempre se encontrará en el signo opuesto el cual se encuentre el Sol, en el mismo grado, aunque no se tome como oposición astrológica.

### Urano

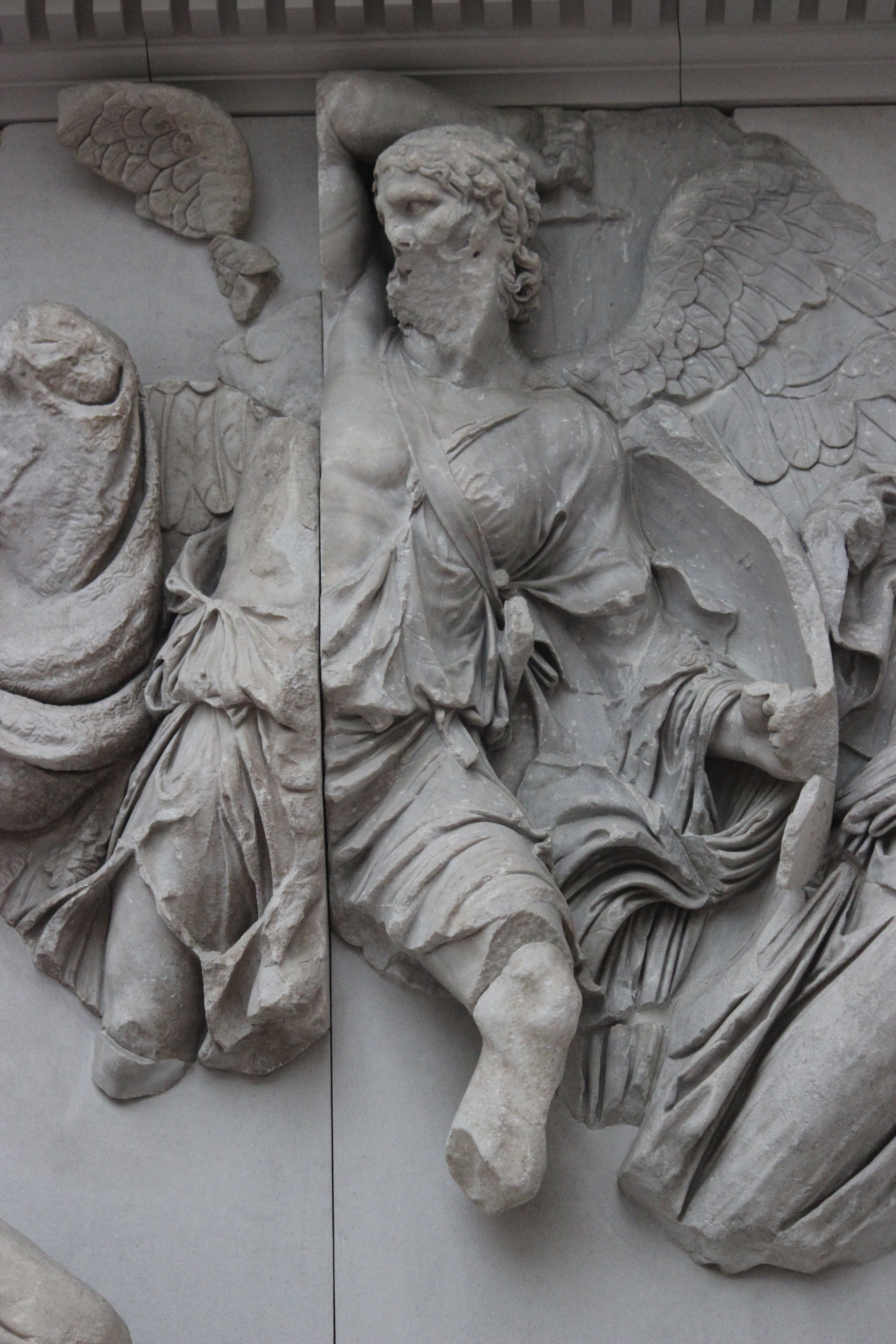
Urano en el friso sur de la Gigantomaquia (altar en el Museo de Pérgamo).

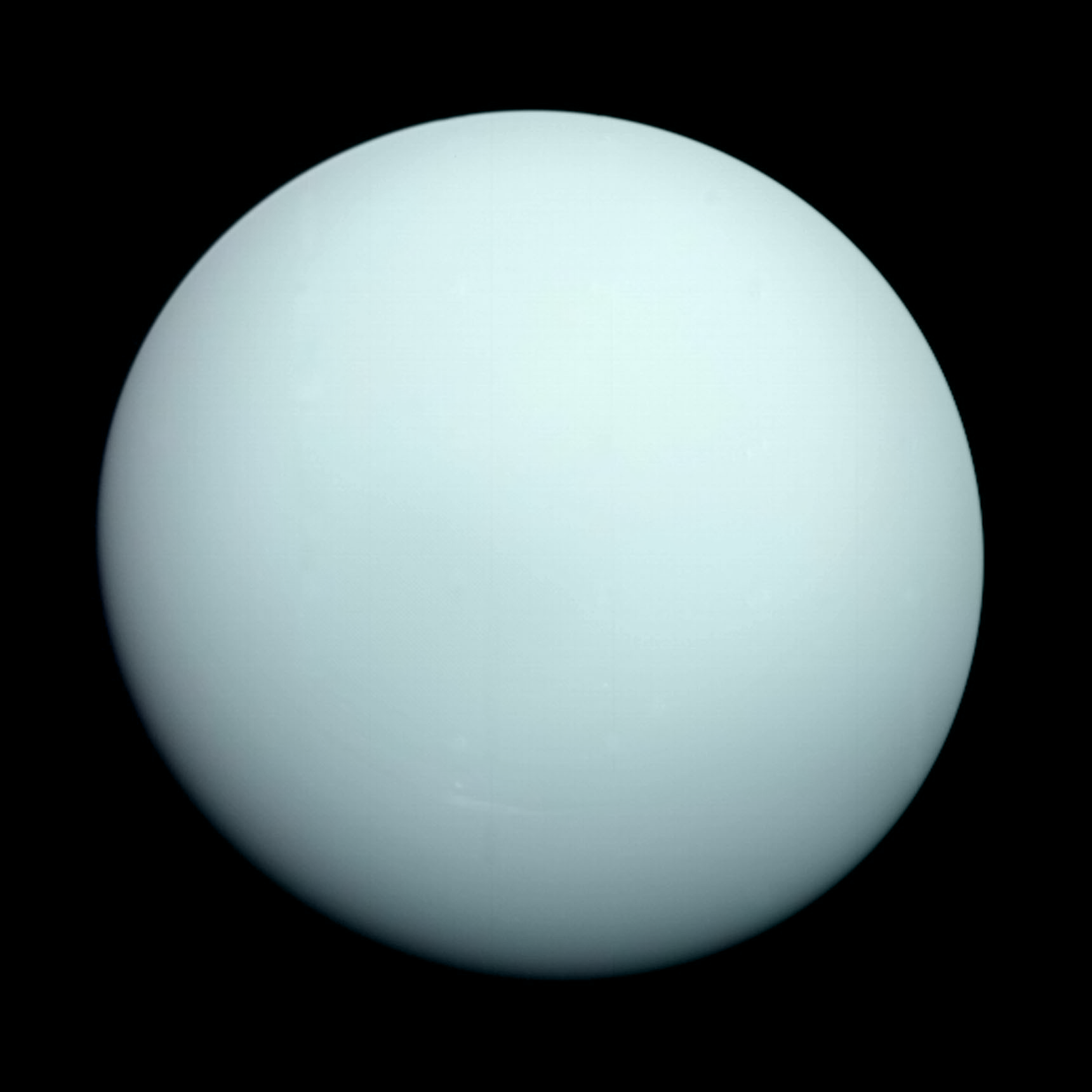
El planeta Urano.

Para algunos astrólogos occidentales modernos, el planeta Urano () es el planeta regente de Acuario y se encuentra exaltado en Escorpio. En la mitología griega Urano era la personificación de los cielos y el cielo nocturno. El planeta Urano es un caso raro entre los planetas, ya que gira orientado de lado, por lo que presenta uno de los polos hacia el sol durante su órbita de modo que un hemisferio está bañado por la luz, mientras que el otro se encuentra en total oscuridad. El eje de rotación se encuentra casi paralelo al plano de su órbita (98°) y el giro sobre sí mismo es más rápido que el de la Tierra, ya que el núcleo sólido lo hace cada 17 horas y 14 minutos y las nubes que lo cubren, aún más rápidas, cada 14 horas, en la zona del Polo Sur. Estos rasgos extraños reflejan su significado astrológico como aquel que rompe con las convenciones y lo establecido.
Urano tarda 84 años en recorrer su órbita alrededor del Sol, e invierte alrededor de 7 años en recorrer cada signo del zodíaco. Urano fue descubierto en 1781 por William Herschel.
Urano está asociado astrológicamente, según las interpretaciones modernas, con los principios de la genialidad, la idea de individualidad, la novedad y lo poco convencional, los descubrimientos científicos, la electricidad y la electrónica, los aviones, la informática, los inventos, la ingeniería y, en sus inicios, la revolución industrial, aunque también cualquier revolución de tipo social. Urano rige las sociedades y asociaciones, clubes y cualquier grupo dedicado a los ideales humanitarios o progresistas. Urano, que es el planeta de los cambios repentinos e inesperados, rige la libertad y la originalidad. En la sociedad rige las ideas y las personas radicales, así como los acontecimientos revolucionarios que alteran las estructuras establecidas. 
Entre todos los planetas es el que más gobierna el genio. Históricamente, fue asociado con los principios de la Ilustración e ideas políticas radicales de igualdad y libertad, entre otras cosas. Alrededor de la época de su descubrimiento en 1781, la idea de democracia y de derechos humanos comenzó a tener mucha importancia, y se manifestó con la separación de las colonias americanas de Inglaterra (Revolución Americana) y unos años más tarde, en 1789, con el estallido de la Revolución francesa.
En astrología médica, Urano se cree que está especialmente asociado con el sistema nervioso simpático, los trastornos mentales, la locura y la histeria, espasmos y calambres, aunque también la circulación sanguínea, los tobillos, las pantorrillas y las hormonas. Se considera como maléfico, masculino, diurno, seco, frío, fértil, brusco y eléctrico. Urano es considerado por los astrólogos modernos como corregente de la casa XI con Saturno. [cita requerida]

### Neptuno

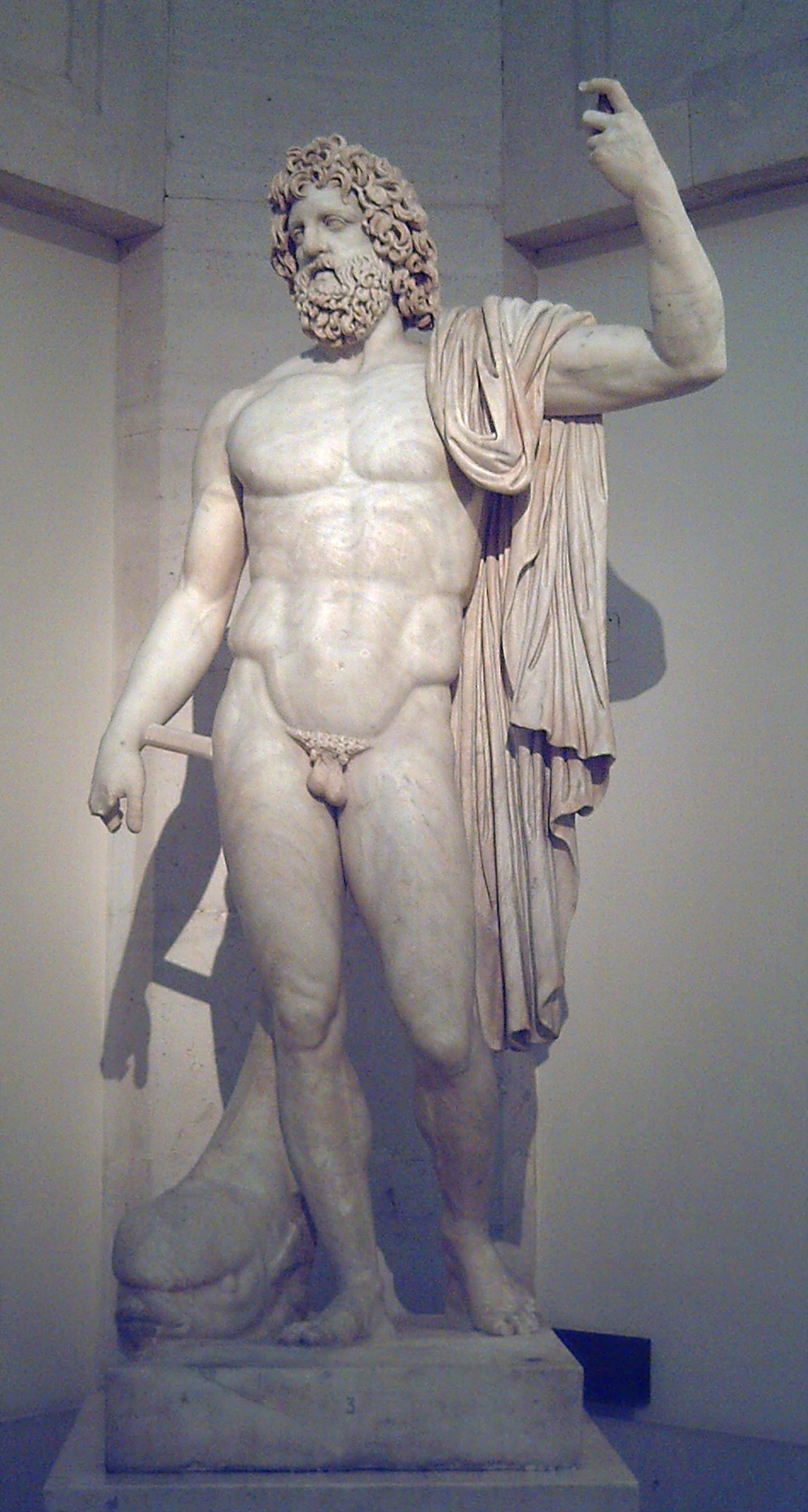
Neptuno

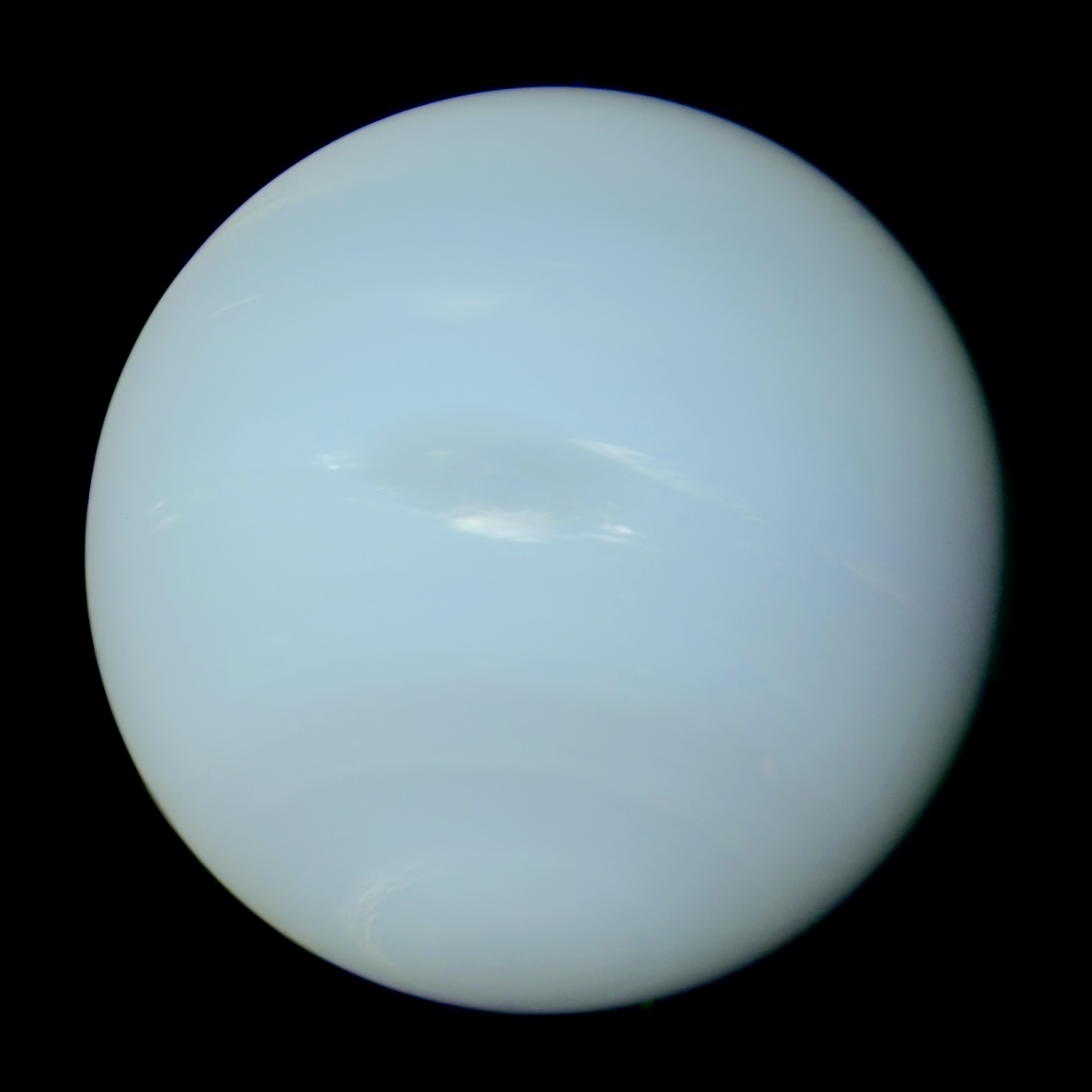
El planeta Neptuno

Para muchos astrólogos, Neptuno () es el planeta regente de Piscis y se encuentra exaltado en Leo. En la mitología romana Neptuno es el dios del mar, y el profundo color azul de la atmósfera del planeta Neptuno refleja esto. Su glifo es tomado directamente del tridente de Neptuno. Neptuno invierte 165 años en realizar su órbita alrededor del Sol, y aproximadamente 14 años (13.75) en cada signo del zodíaco. Neptuno fue descubierto en 1846.
Astrológicamente y para los astrólogos occidentales modernos la imagen del planeta está asociada con el idealismo y la compasión, pero también con la ilusión, la confusión y el engaño, con la religión, la espiritualidad y el misticismo, los medios de comunicación de masas, la creatividad en el arte y la música, las drogas, la sensibilidad extrema, la fantasía y la imaginación, los fenómenos psíquicos y los estados alterados de conciencia. Neptuno rige los hospitales, las cárceles, las instituciones mentales, y cualquier lugar, como los monasterios, que implican un alejamiento de la sociedad. Su aparición coincidió con el descubrimiento de la anestesia y la hipnosis.
En términos políticos Neptuno fue relacionado con el incremento de los movimientos nacionalistas en toda Europa en países como Alemania, Italia, Hungría, Irlanda y Serbia, en busca de la independencia de sus naciones inspirado en un pasado idealizado como leyenda (el Volkgeist de Hegel). También fue relacionado con el incremento del socialismo y los inicios del estado de bienestar. Neptuno también coincidió con los ideales utópicos del comunismo, cuando Marx y Engels, publicado por primera vez 'El Manifiesto Comunista "en 1848.[cita requerida]
En la literatura y la cultura en general, su descubrimiento (1846) coincidió con el movimiento romántico que, a través de Alemania e Inglaterra, se extendió por toda Europa y el mundo como reacción al racionalismo y el clasicismo, demasiado críticos. Los rasgos de Neptuno son eminentemente románticos (creatividad, fantasía, libertad, sentimientos, imperfección, evocación...) y reactivos frente a lo racional, neoclásico e ilustrado, más propios de Urano y Saturno.[cita requerida]
En el arte, el movimiento impresionista se inició una tendencia a alejarse de la representación literal, a uno basado en la sutil, estados de ánimo cambiantes de luz y color. Neptuno es considerado por los astrólogos modernos para ser cogobernante de la casa XII con Júpiter.[cita requerida]
Hoy en día los astrólogos modernos consideran a Neptuno como el regente de Piscis, pero antes del descubrimiento de Neptuno, era Júpiter el considerado como tal, a pesar de que algunos lo consideren corregente de Piscis (y otros usen como regente de Piscis a Neptuno exclusivamente). Algunos astrólogos no creen que Neptuno rija ningún signo en particular, aunque usen el planeta en la interpretación. [cita requerida]

### Plutón

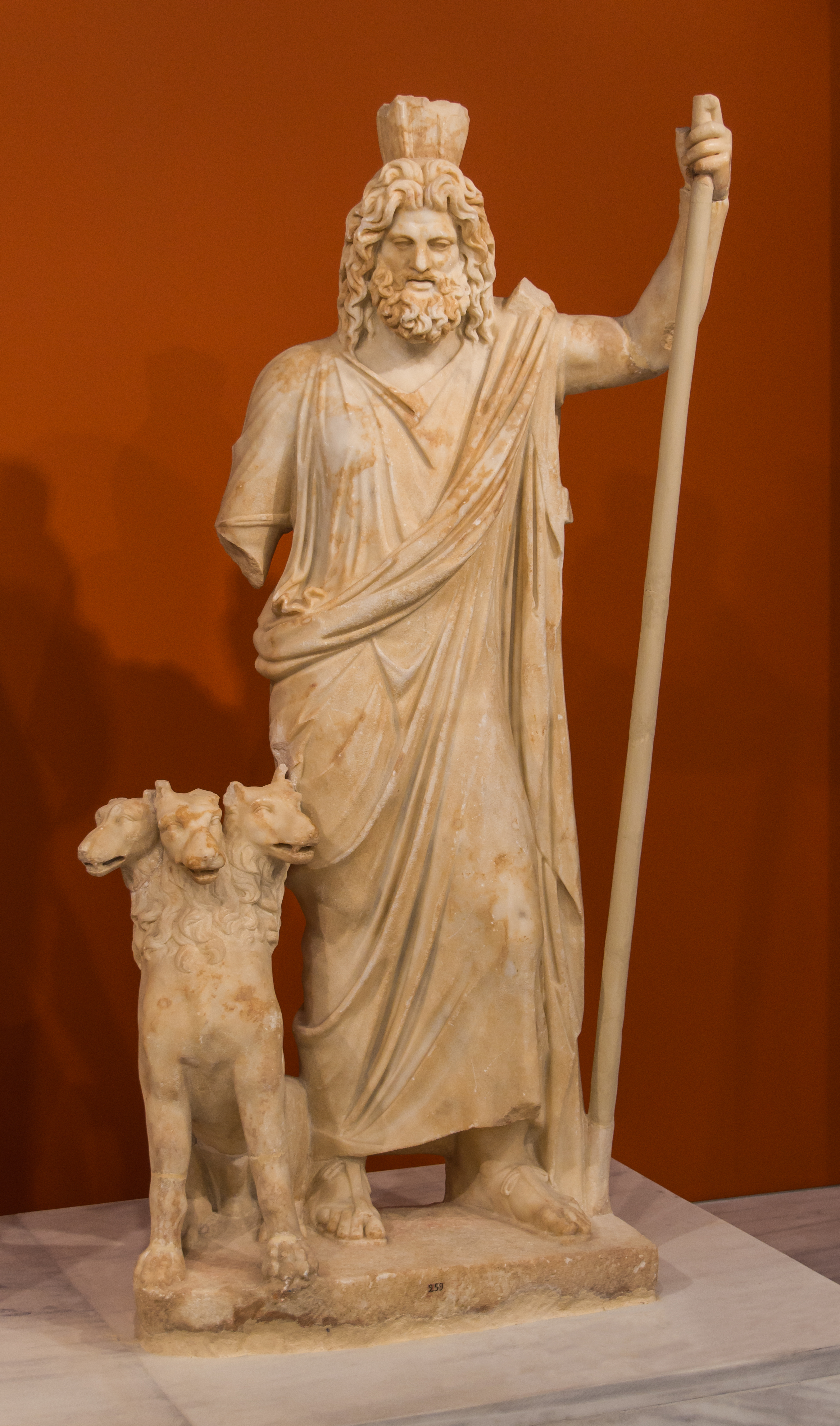
Plutón y el perro Cerbero.

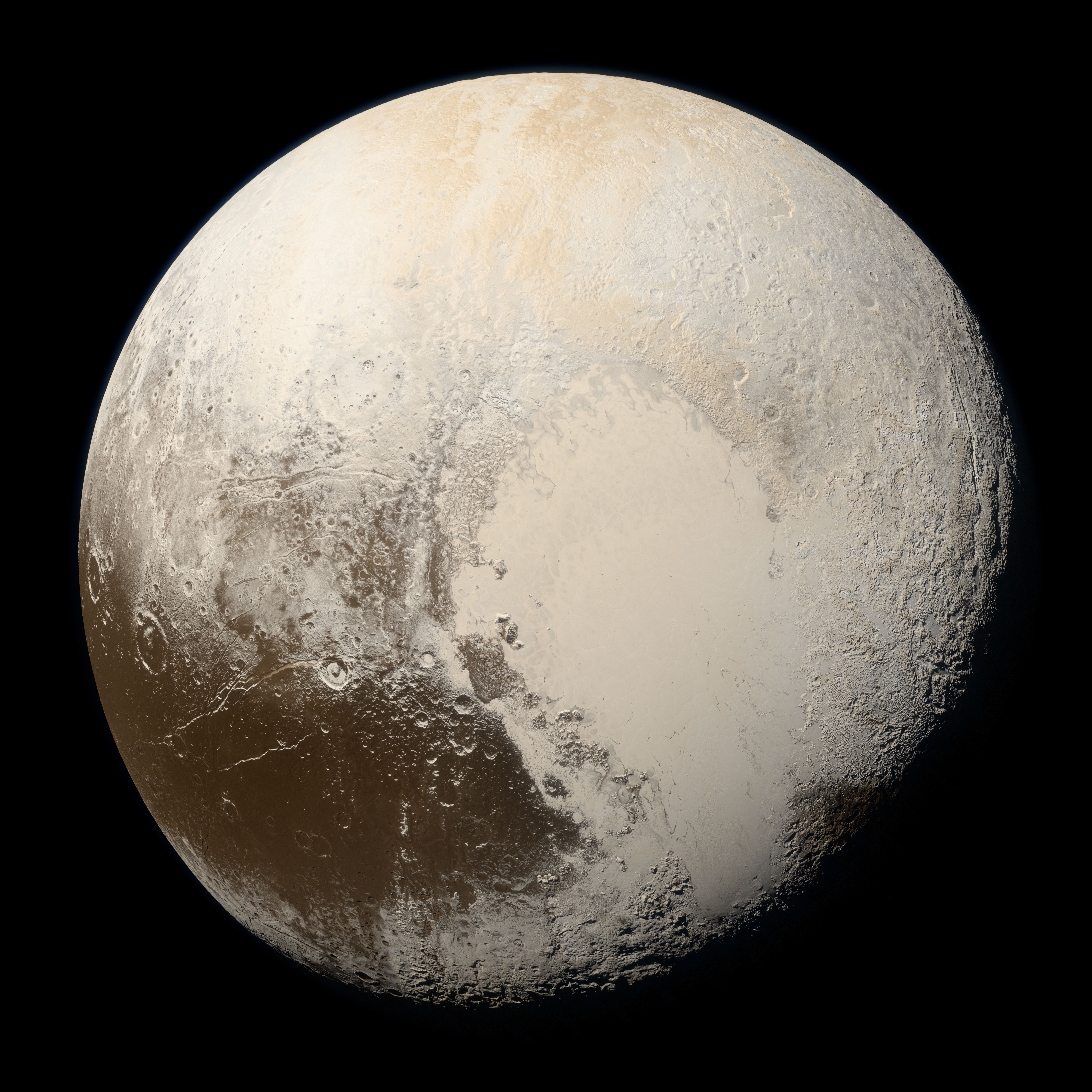
El planeta enano Plutón.

Para los astrólogos occidentales más modernos, Plutón () es el planeta regente de Escorpio y probablemente se encuentra exaltado en Acuario. En la mitología romana Plutón era el dios del mundo subterráneo y de la riqueza, por lo tanto, sus símbolos son la moneda y el cáliz. Plutón y su luna Caronte forman una única pareja en el sistema solar, porque Caronte es muy masiva en relación con Plutón. Esto significa que giran en torno a un punto común en el espacio que se extiende entre ellos, permanentemente encerrados en una lucha de poder por el dominio del otro. Esta es la función simbólica de Plutón desde el punto de vista astrológico. Plutón tarda 248 años en recorrer su órbita alrededor del sol, invirtiendo de media aproximadamente 21 años (20,6) en cada signo del zodíaco. Sin embargo, la órbita de Plutón es tan excéntrica que esto puede variar considerablemente, desde 25 años en Cáncer (1913-1938) a sólo 12 años en Escorpio (1983-1995), cuando su órbita estuvo en realidad más cerca del Sol que Neptuno. Los primeros indicios de la existencia de Plutón aparecieron en 1905, cuando Percival Lowell, astrónomo estadounidense indicó que había un planeta desconocido más allá de las órbitas de Urano y Neptuno y que estaba afectando a sus órbitas. Intentó fotografiarlo en 1915, sin éxito y murió en 1916. En 1930, Tombaugh encontró la imagen de Plutón en tres fotografías. El planeta fue nombrado en honor al dios romano de los muertos. Su nombre también rinde homenaje a Percival Lowell, cuyas iniciales son las dos primeras letras de Plutón.
Astrológicamente, Plutón se llama "el gran renovador", y se considera que representan la parte de una persona que se destruye con el fin de renovarse, por la vía de sacar aquello que está enterrado pero que es muy intenso, llevándolo a la superficie y expresándolo, incluso destruyendo el orden existente. Un uso común de palabras clave para Plutón es la "transformación". Se asocia con el poder y el dominio personal y la necesidad de cooperar y compartir con otros, para evitar ser destruido. Plutón rige las grandes empresas y la riqueza, la minería, la cirugía, el trabajo de detective, y cualquier empresa que tengan que cavar bajo la superficie para llevar la verdad a la luz. Plutón también está asociado con el martes junto con Marte.[cita requerida]
Plutón también está asociado con una potencia extrema y la corrupción; el descubrimiento de Plutón en 1930 coincidió con el nacimiento y desarrollo del fascismo y el estalinismo en Europa, que condujo a la Segunda Guerra Mundial.[cita requerida] También coincidió con la Gran Depresión y la proliferación importante del crimen organizado en los Estados Unidos.[cita requerida]
Su entrada en el signo de cáncer en 1913, el signo en el que se descubrió más tarde, coincidió con la Primera Guerra Mundial. También se asocia con el armamento nuclear, que tuvo su génesis en la investigación de la década de 1930 y 40. Más tarde, dio lugar a la Guerra Fría, a través del enfrentamiento de los Estados Unidos y la URSS. El descubrimiento de Plutón también se produjo justo después del nacimiento del moderno psicoanálisis, de Freud y Jung, que marcó el inicio de la exploración sistemática de las profundidades del inconsciente.[cita requerida] En relación con el psicoanálisis, refiérase al apartado Neptuno.
En el arte, movimientos como el cubismo y el surrealismo comenzaron a desmontar la visión "normal" del mundo y volver a montarla de una manera nueva y, a veces, inquietante.
En astrología médica, Plutón parece estar asociado con las fuerzas de regeneración en el cuerpo que implica la formación de células y con el sistema reproductor. Plutón es considerado por los astrólogos modernos corregente de la casa VIII junto con Marte. Muchos astrólogos tradicionales no utilizan a Plutón como un planeta regente, pero lo usan para la interpretación y el trabajo de predicción, haciendo referencia a proyecciones de su influencia de mayor a menor espacio dimensional. [cita requerida]

### Ceres

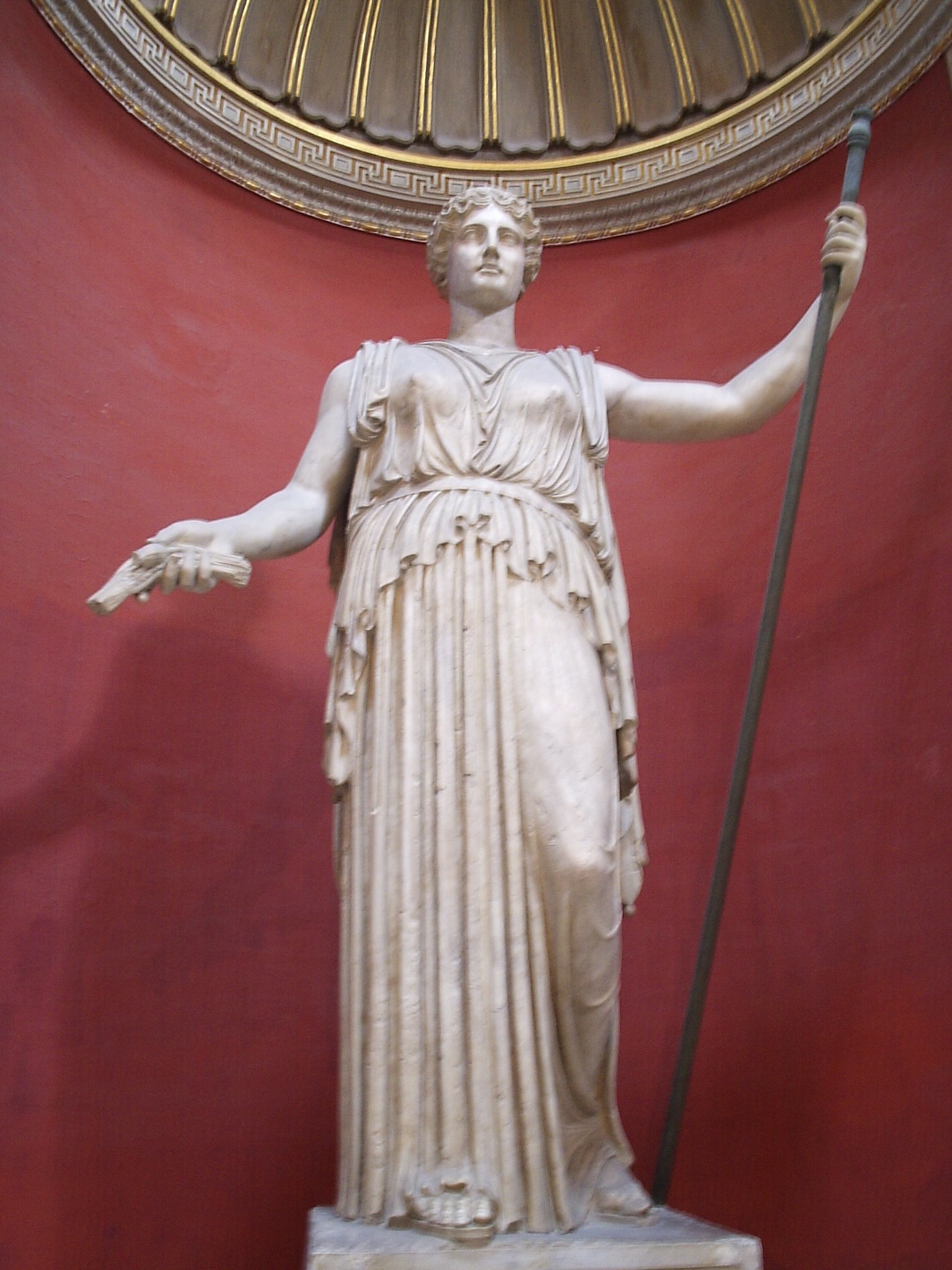
Colosal Estatua de Ceres, Museos Vaticanos, Roma, Italia. Demeter y Ceres a veces se identifican en el arte porque portan una espiga de trigo

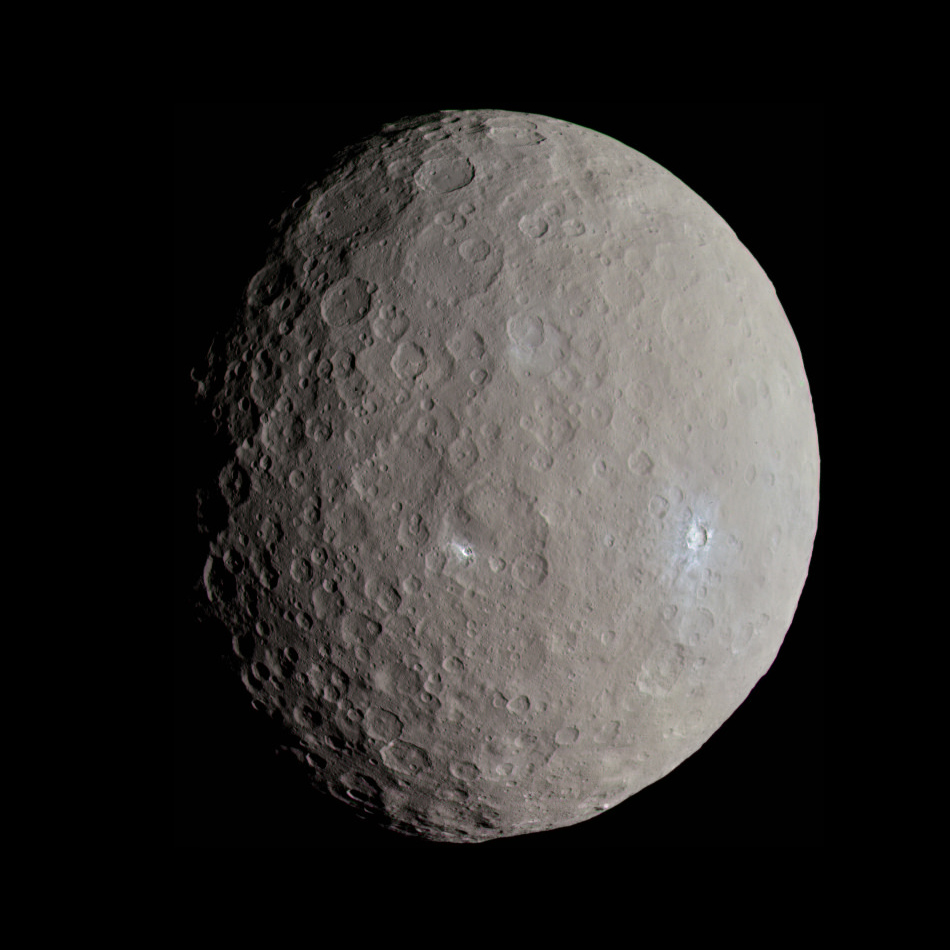
El planeta enano Ceres.

Ceres () es el planeta enano más cercano a la Tierra y también el más pequeño identificado en el sistema solar. Fue descubierto el 1 de enero de 1801, por Giuseppe Piazzi, y lleva el nombre de la diosa romana Ceres, diosa de las plantas cultivadas, la cosecha y del amor maternal. Fue el primer asteroide descubierto y es el asteroide más grande de todos, aproximadamente 1/3 de la masa total del cinturón de asteroides. La clasificación de Ceres ha cambiado más de una vez y ha sido objeto de algún desacuerdo. Descubierto por Johann Elert Bode, que creía que Ceres sería el "planeta perdido" que había propuesto que existía entre Marte y Júpiter, a una distancia de 419 millones de kilómetros (2.8 UA) desde el sol.[cita requerida] El debate del 2006 en torno a Plutón casi lo convirtió en planeta y llevó a Ceres a ser considerado para la reclasificación como tal, pero al final cambió su nombre con Plutón y pasó a constituir parte de la nueva categoría de planeta enano. A Ceres se le asignó un símbolo planetario, y aparece en los libros de astronomía y en las tablas como un cuerpo planetario.
En astrología, para obtener una comprensión de la naturaleza de un planeta, algunos astrólogos analizan el nombre dado al mismo. Ceres, en la mitología, es el equivalente romano de la diosa griega Deméter.[cita requerida] Deméter es la diosa de la agricultura y cuando su hija Proserpina fue secuestrada por Plutón en un intento de obligarla a casarse con él, Ceres llegó a estar tan angustiada por buscar a su hija que descuidó la Tierra que se convirtió en un lugar frío y la mayoría de las plantas murieron. Este fue el primer otoño e invierno, que volvieron cada año, incluso después de que Proserpina había sido salvada por Mercurio, porque se había comido una granada que hizo la mujer de Plutón, y exigió que volviera al Hades una vez al año.[cita requerida]
Estos mitos, junto al hecho de que Ceres es el objeto más redondo del cinturón de asteroides (se parece a la Luna) indican que en astrología la colocación de Ceres en una carta natal se usa para mostrar lo que necesita el nativo para sentirse querido y cuidado. El planeta también está asociado con los problemas de reproducción de la mujer adulta, así como el embarazo y otras transiciones importantes en la vida de una mujer, incluyendo los nueve meses de tiempo de gestación, los lazos familiares y relaciones. Sin embargo, el arquetipo de Ceres no es sólo el de la madre. Para algunos astrólogos Ceres es el planeta regente de Virgo. Ceres está muy conectada con la Luna, y con el estado emocional. Mientras que la luna representa el ideal de "la maternidad", Ceres podría representar cómo debe ser nuestra verdadera naturaleza y la maternidad.

### Eris

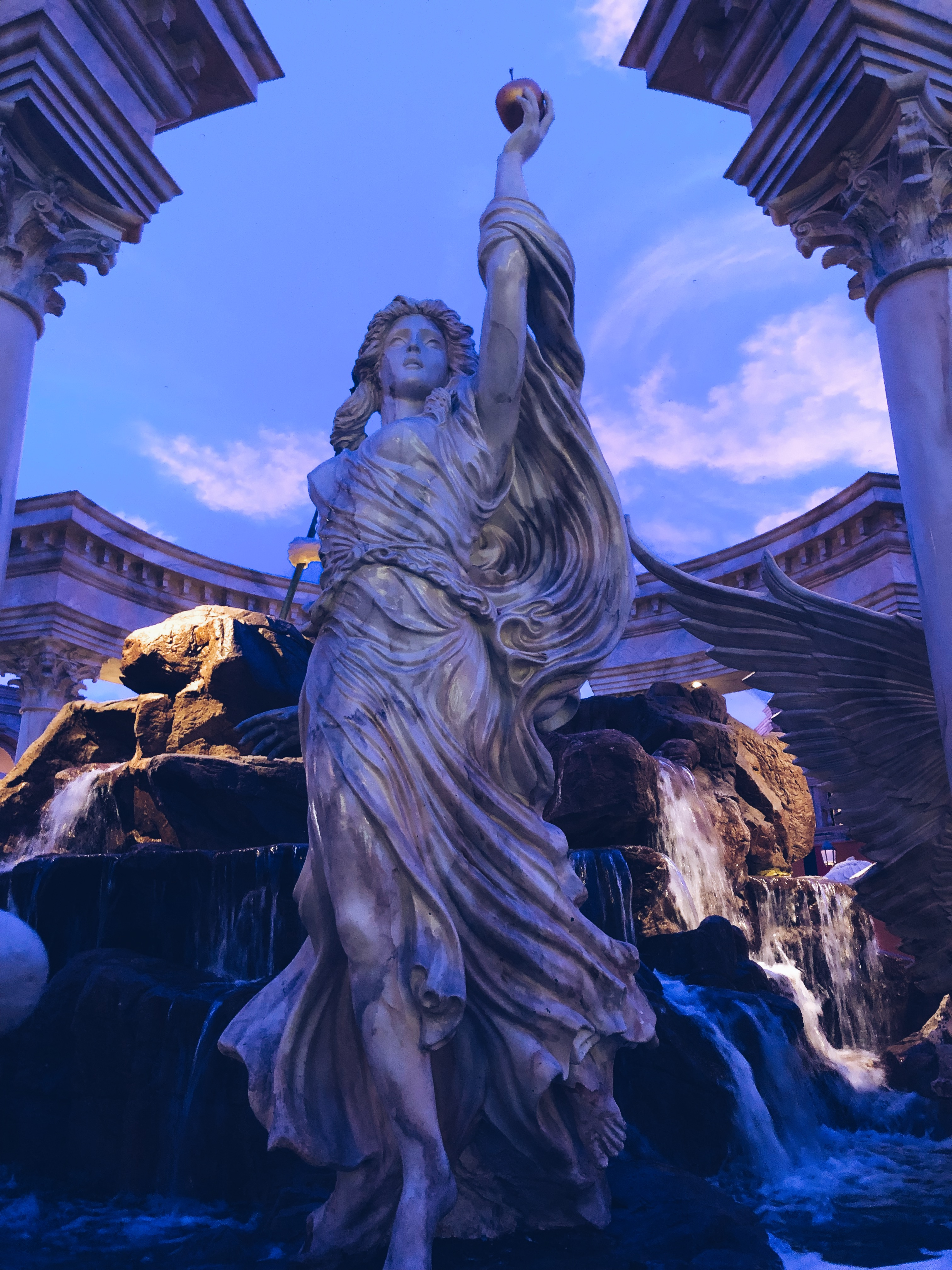
Presentación artística de Eris en Caesars Palace, Las Vegas.

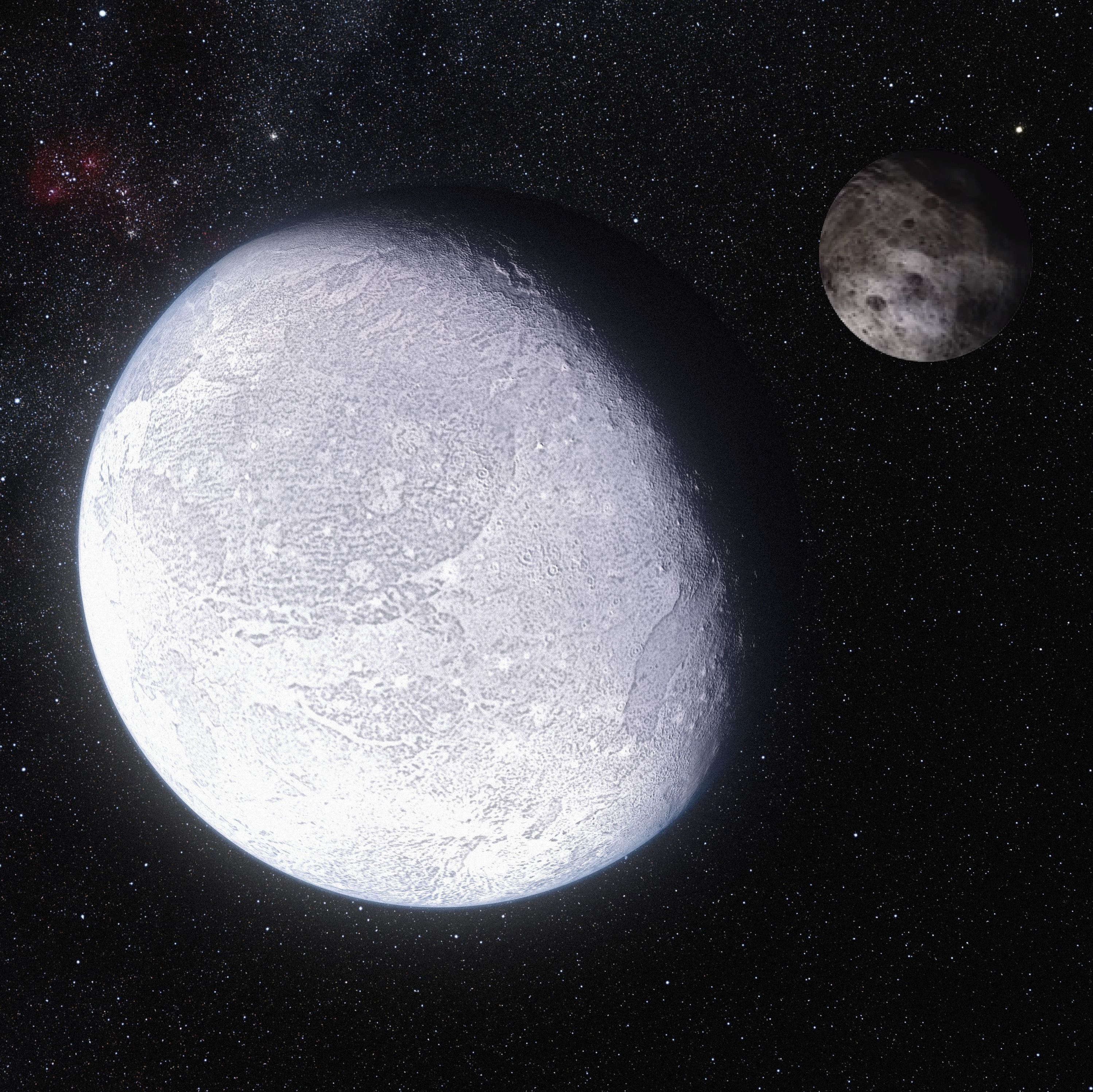
El planeta enano Eris.

Eris () es el segundo planeta enano más grande después de Plutón. Fue descubierto por el equipo de Michel Brown, Chad Trujillo, y David Lincoln Rabinowitz el 8 de enero de 2005 a partir de imágenes tomadas el 21 de octubre de 2003, y fue nombrado por la diosa/titánide Eris que por sí mismo la palabra en griego antiguo significaba directamente discordia. Es en diámetro más pequeño que Plutón pero con una masa 27% superior. En su momento se le consideró como el décimo planeta por lo que motivó a la Unión Astronómica Internacional a replantear el término planeta si en un futuro se descubriese otros cuerpos.
Inicialmente fue catalogado como 2003 UB313, de acuerdo a las convenciones de nomenclatura de astronomía para asteroides. El 13 de septiembre de 2006 recibió su denominación definitiva: Eris. Si bien inicialmente fue bautizado extraoficialmente como Xena en honor de la serie del mismo nombre por sus descubridores. Eris, o Éride, que según la mitología inició con sus acciones los acontecimientos que llevarían a la guerra de Troya; resulta especialmente adecuado ya que el descubrimiento de Eris supuso el inicio del proceso de redefinición de Plutón a planeta enano y una nueva clasificación de los cuerpos del sistema solar. Disnomia, hija de Eris y la divinidad del desorden civil y la ilegalidad, el nombre de su satélite.[cita requerida]
Su significado en la astrología no está muy desarrollado, pero es catalogada de la misma naturaleza que Plutón, como Urano con Neptuno y Júpiter con Saturno, con una simbología no personal y más generacional. 
En la mitología existen dos orígenes de Eris, en la más antigua es la hija de los dioses primordiales Nix (personificación de la noche) y Érebo (considerado personificación de la Oscuridad). Era despreciada por los dioses olímpicos ya que manejaba los conflictos tanto de los dioses como de los hombres, en contraste con Ares, que causaba conflictos solo con los hombres en forma de guerras a fuerza bruta. Eris al no ser invitada a la boda de Tetis y Peleo, ya que la consideraban de naturaleza maléfica, lo que conllevó a presentarse sin ser invitada a la fiesta con la Manzana de la discordia (de Eris), una manzana dorada con la palabra kallisti (‘para la más hermosa’ o ‘para la más bella’) inscrita, que arrojó entre las diosas provocando que Afrodita, Hera y Atenea la reclamasen para sí, iniciándose una riña. Zeus, para no elegir, puesto que una es su esposa y otra su hija, encargó ser juez a Paris. Entonces Hermes le transmitió al desventurado Paris, príncipe de Troya, que tendría que elegir a la más hermosa. Siendo como era la moralidad mitológica griega, cada una de las tres diosas intentó sobornarle para que la eligiera: Hera le ofreció poder político y tierras, Atenea le prometió sabiduría y destreza militar, y Afrodita lo tentó con la mujer más hermosa de la tierra, Helena, esposa de Menelao de Esparta. Siendo Paris un joven apasionado, terminó por conceder la manzana a Afrodita, raptando luego a Helena y provocando así la Guerra de Troya.  
No existe consenso general para Eris, pero lo que muchos consideran que su naturaleza es la influencia sobre las masas, sobre todo en ámbitos políticos, un desencadenante para hacer notar problemas que hay que solucionar y no están del todo muertos, así encontrar ese equilibrio o Harmonía (hija de Venus Afrodita) ya que la astrología occidental considera rasgos positivos y negativos de cada arquetipo. Para algunos astrólogos este planeta enano es regente de Libra debido a su naturaleza política y su dualidad entre la Discordia o Concordia, reviviendo conceptos egipcios de los dioses duales que en realidad son uno sólo como por ejemplo la diosa Hathor (amor) y Sehmet (destrucción).
También redefinió las regencias astrológicas ya que en el Zodiaco había dos signos cuyos planetas regentes no cumplían con su significado en arquetipo, según Virgo al ser signo de tierra tiene de regente a Ceres y corregente a Mercurio (este último planeta cumpliría a la medida con el arquetipo geminiano/aire o mental/conceptual pero no con el virginiano/tierra), mientras Libra con regente Eris y corregente Venus (en este caso sería alrevéz, Venus no es mental/conceptual, es tierra, más relacionado con Tauro que es disfrutar del placer de la materia). A este plutoide se le considera como responsable del empoderamiento de la mujer junto a Ceres, una demostración de la especialización de las mujeres no solo limitándose a los papeles de madre (Luna) o amante (Venus). De naturaleza revolucionaria Eris no sería diferente a Urano, compatibles ya que ambos representarían a signos de aire.
Eris tiene una órbita de 550 años aproximadamente, más lenta que la de Plutón y se asocia con la caída de los imperios o entidades políticas y el nacimiento de otras; mientras 1650 años (tres rondas al Sol) es el surgimiento de una nueva civilización.[cita requerida]

## Asteroides
Los asteroides empezaron a ser descubiertos desde el siglo 19, por lo tanto  son relativamente nuevos para la astrología occidental. Muy pocos astrólogos modernos tienen un consenso general y establecido de lo que significan, representan e influyen estos cuerpos celestes. No todos los asteroides son considerados en las interpretaciones astrológicas, sólo los de mayor tamaño (Palas, Vesta, Higía, Juno y Quirón) reciben atención.
Pasarían más de 38 años antes del descubrimiento de otro asteroide, aparte de los primeros cuatro asteroides, los cuales ganaron popularidad y fueron rápidamente considerados planetas por los astrónomos, pero a medido que más asteroides fueron descubiertos, los primeros cuatro perdieron sus estatus.

### Vesta

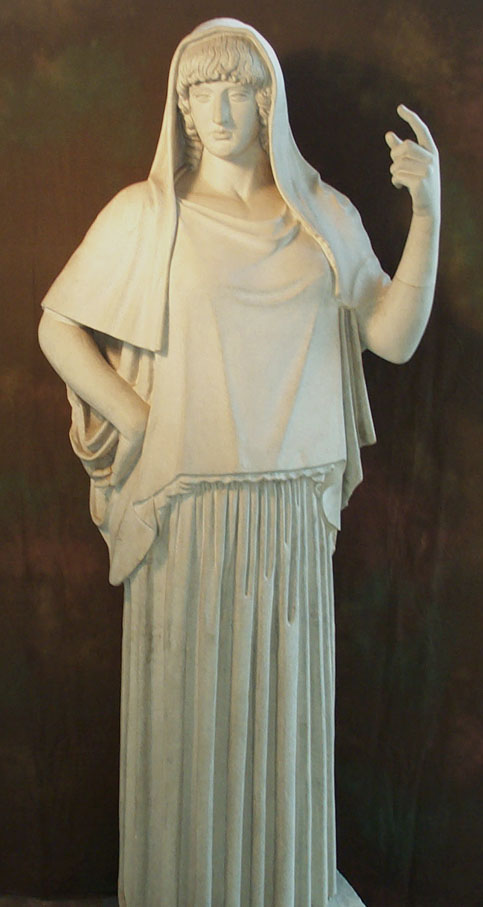
Estatua Giustiniani Hestia/Vesta.

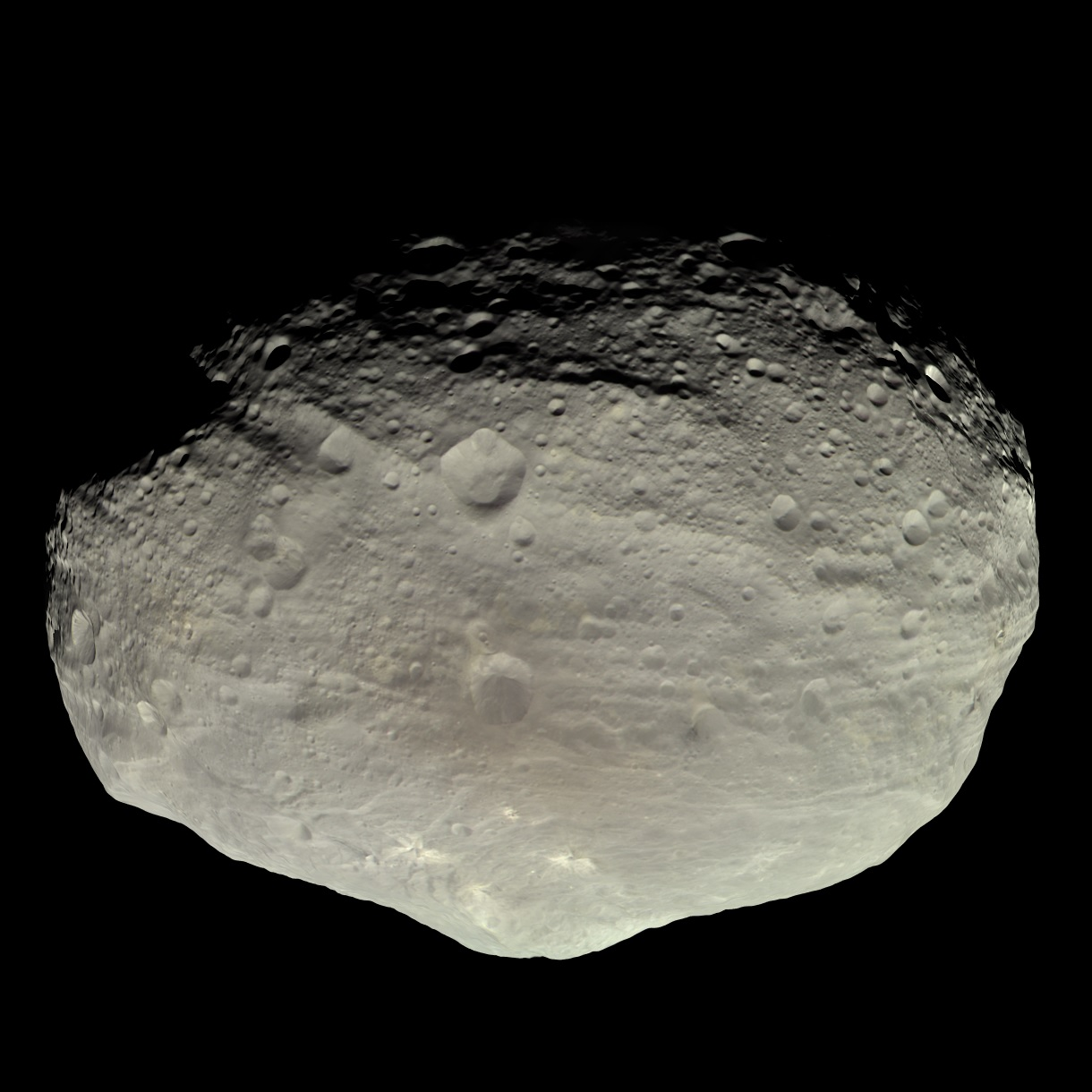
El asteroide Vesta visto por la sonda espacial Dawn.

Vesta es el planetoide/asteroide más grande del sistema solar, pertenece al cinturón de asteroides. Fue descubierto el 29 de marzo de 1807 por el médico y físico alemán Heinrich Wilhelm Olbers, y fue bautizado tras la diosa virgen romana del fuego del hogar, Vesta. Tiene un diámetro de 530 km y una masa estimada del 9 % del cinturón de asteroides entero.
Vesta perdió cerca del 1 % de su masa en un impacto ocurrido hace poco menos de mil millones de años. Vesta es el asteroide más brillante y el único en ocasiones visible a simple vista como una estrella de sexta magnitud.
Al tener una proximidad considerable en comparación con sus compañeros asteroides, Vesta pasa rápidamente por cada signo del zodiaco, por ende influye más en un individuo que en una generación, al contrario de Urano, Neptuno, Plutón y Eris. 
Vesta órbita alrededor del Sol entre Marte y Júpiter, dentro del cinturón de asteroides, con un período de 3,6 años terrestres, específicamente en el cinturón de asteroides interior, dentro de los Huecos de Kirkwood a 2,50 AU. Su órbita es moderadamente inclinada (i = 7,1°, en comparación con 7° para Mercurio y 17° para Plutón) y con una excentricidad orbital moderada (e = 0,09, coincidente con el valor de 0,09 para Marte).
Los científicos creen que Vesta presenta un interior diferenciado en capas, con un núcleo de hierro-níquel y un manto rico en olivino. 
La forma de Vesta es relativamente cercana a un esferoide achatado gravitacionalmente relajado, pero la gran concavidad y protrusión en el polo le descartan de ser considerado un planeta bajo la Resolución XXVI 5 de la IAU. En cualquier caso, esta resolución fue rechazada por los miembros de la IAU y Vesta continuará siendo considerado como un asteroide. 
En la mitología romana, Vesta era la diosa del hogar, hija de Saturno y Ops, era hermana de Júpiter, Neptuno, Plutón, Juno y Ceres. Se corresponde con Hestia en la mitología griega, aunque en el culto romano asumió mayor relevancia. Representa el arte de mantener el fuego del hogar y del templo interno. Está relacionada con las Vestales que eran reclutadas a la edad de diez años para mantener encendida la llama del templo dedicado a la diosa, como «sacerdotisas del fuego eterno».
En la astrología, Vesta representa el enfoque de las energías en todo aquello que apasiona, en la interpretación de la carta natal define un punto seguro, un lugar al considerar hogar, ofreciendo seguridad, ayuda a la concentración y dedicación a la hora de cumplir metas, el propósito del alma. El asteroide Vesta define dónde y cómo la verdad en la vida y el mundo.
Algunos astrólogos modernos piensan que Vesta rige, corige y/o influye el signo Virgo, ya que está relacionado con la precisión, el detallismo, el perfeccionismo y la escrupulosidad. Y a su vez también en el de Escorpio, sin embargo prefieren aclarar de que Vesta en realidad tiene cierta afinidad con estos dos signos, más no los rige en sí.

## Comparación de tradiciones planetarias
La asociación en la cultura tradicional china de Venus al metal es fundamentalmente diferente de las nociones occidentales asociadas como el amor y el romance. En la mitología babilónica, el equivalente a Venus era Ishtar, la diosa del amor y la guerra. El metal chino representa fuerza y firmeza; pero el elemento del Venus occidental es el aire, el cual es lógico y optimista. El elemento metal también es asociado a la sofisticación y al disfrute de la vida. En la astrología occidental, Venus gobierna tanto Libra, que es sofisticado, lógico y romántico, como Tauro, que es reservado y firme. Algunos astrólogos occidentales creen que el metal se asocia mejor a las cualidades del planeta Saturno, argumentando que el metal es igual al aire en el sistema occidental, y que Saturno se encuentra relacionado con el aire en la astrología védica.
Sin embargo, la sintonía de Venus en la astrología moderna si bien no quita a Venus como regente de Libra, si considera que Tauro es más afín a este planeta mientras que Libra queda algo ambiguo en representar cualidades venusinas como por ejemplo el placer de los bienes materiales, del cuerpo u cualquier otro concepto material más vinculado con el elemento tierra, quizás los más importantes para el planeta Venus.[cita requerida]

## Otros cuerpos del sistema solar
En el siglo XXI, se han descubierto varios cuerpos celestiales del tamaño de planetas, entre ellos Sedna, Quaoar, Makemake, y Haumea, pero todavía no se han incorporado a las predicciones modernas astrológicas, aunque algunos grupos pioneros han intentado incorporarles. Una complicación que surge al utilizar muchos de estos cuerpos celestiales es que, debido a sus inclinaciones orbitales tan marcadas, pasan una gran cantidad de sus períodos fuera del Zodíaco.